# Liga Europa de la UEFA 2023-24
La Liga Europa de la UEFA 2023-24 fue la 53.ª edición de la competición y la 15.ª desde que se renombró con la denominación actual.
La  final se disputó el 22 de mayo de 2024 y se jugó en el Dublín Arena de Dublín, Irlanda. En esta edición el Atalanta de Italia se coronó campeón y alcanzó su primera consagración, tras derrotar en la final al Bayer Leverkusen por 3-0, equipo que no había perdido ningún partido de los 51 que disputó en la temporada. Por ello, jugará la Supercopa de la UEFA 2024 contra el campeón de la Liga de Campeones de la UEFA 2023-24 y además se clasificó para la fase de liga de la Liga de Campeones de la UEFA 2024-25.

## Asignación de equipos por asociación
Se espera que participen en la Liga Europa de la UEFA 2023-24 un total de 57 equipos de entre 31 a 36 de las 55 asociaciones miembro de la UEFA. La clasificación por asociación basada en los coeficientes de país de la UEFA se usa para determinar el número de equipos participantes para cada asociación.
- Las asociaciones 1–5 tienen dos equipos clasificados cada una.
- Las asociaciones 6–16 (excepto Rusia) tienen un equipo clasificado cada una.
- Además, 36 equipos eliminados de la Liga de Campeones de la UEFA 2023–24 serán transferidos a la Liga Europa.

### Clasificación de la asociación
Para la Liga Europa 2023-24, a las asociaciones se les asignan plazas de acuerdo con sus coeficientes de país de la UEFA 2022, que toma en cuenta su desempeño en las competiciones europeas de 2017-18 a 2021-22.
Además de la asignación basada en los coeficientes del país, las asociaciones pueden tener equipos extras participando en la Liga Europa, como se indica a continuación:
| Clasif. | Asociación      | Coef.   | Equipos  | Notas     |
| ------- | --------------- | ------- | -------- | --------- |
| 1       | Inglaterra      | 106.641 | 2        | +1 (UECL) |
| 2       | España          | 96.141  | 2        |           |
| 3       | Italia          | 76.902  | 2        | +1 (UCL)  |
| 4       | Alemania        | 75.213  | 2        |           |
| 5       | Francia         | 60.081  | 2        | +2 (UCL)  |
| 6       | Portugal        | 53.382  | 1        | +2 (UCL)  |
| 7       | Países Bajos    | 49.300  | +1 (UCL) |           |
| 8       | Austria         | 38.850  | +1 (UCL) |           |
| 9       | Escocia         | 36.900  | +1 (UCL) |           |
| 10      | Rusia           | 34.482  | 0        |           |
| 11      | Serbia          | 33.375  | 1        | +1 (UCL)  |
| 12      | Ucrania         | 31.800  | +2 (UCL) |           |
| 13      | Bélgica         | 30.600  | +1 (UCL) |           |
| 14      | Suiza           | 29.675  | +2 (UCL) |           |
| 15      | Grecia          | 28.200  | +2 (UCL) |           |
| 16      | República Checa | 27.800  | +1 (UCL) |           |
| 17      | Noruega         | 27.250  | 0        | +1 (UCL)  |
| 18      | Dinamarca       | 27.175  | 0        |           |
| 19      | Croacia         | 27.150  | 0        | +1 (UCL)  |

| Clasif. | Asociación           | Coef.  | Equipos | Notas    |
| ------- | -------------------- | ------ | ------- | -------- |
| 20      | Turquía              | 27.100 | 0       | +1 (UCL) |
| 21      | Chipre               | 26.375 | 0       | +1 (UCL) |
| 22      | Israel               | 24.375 | 0       | +1 (UCL) |
| 23      | Suecia               | 22.875 | 0       | +1 (UCL) |
| 24      | Bulgaria             | 19.500 | 0       | +1 (UCL) |
| 25      | Rumania              | 17.150 | 0       |          |
| 26      | Azerbaiyán           | 17.000 | 0       | +1 (UCL) |
| 27      | Hungría              | 16.375 | 0       |          |
| 28      | Polonia              | 15.875 | 0       | +1 (UCL) |
| 29      | Kazajistán           | 15.750 | 0       | +1 (UCL) |
| 30      | Eslovaquia           | 15.625 | 0       | +1 (UCL) |
| 31      | Eslovenia            | 15.000 | 0       | +1 (UCL) |
| 32      | Bielorrusia          | 12.500 | 0       | +1 (UCL) |
| 33      | Moldavia             | 11.250 | 0       | +1 (UCL) |
| 34      | Lituania             | 10.000 | 0       | +1 (UCL) |
| 35      | Bosnia y Herzegovina | 9.125  | 0       | +1 (UCL) |
| 36      | Finlandia            | 8.875  | 0       | +1 (UCL) |
| 37      | Luxemburgo           | 8.750  | 0       |          |

| Clasif. | Asociación          | Coef. | Equipos | Notas    |
| ------- | ------------------- | ----- | ------- | -------- |
| 38      | Letonia             | 8.625 | 0       |          |
| 39      | Kosovo              | 8.166 | 0       |          |
| 40      | Irlanda             | 8.125 | 0       |          |
| 41      | Armenia             | 8.125 | 0       |          |
| 42      | Irlanda del Norte   | 8.083 | 0       |          |
| 43      | Albania             | 8.000 | 0       |          |
| 44      | Islas Feroe         | 7.250 | 0       | +1 (UCL) |
| 45      | Estonia             | 7.041 | 0       |          |
| 46      | Malta               | 7.000 | 0       |          |
| 47      | Georgia             | 7.000 | 0       |          |
| 48      | Macedonia del Norte | 7.000 | 0       |          |
| 49      | Liechtenstein       | 6.500 | 0       |          |
| 50      | Gales               | 5.500 | 0       |          |
| 51      | Gibraltar           | 5.416 | 0       |          |
| 52      | Islandia            | 5.375 | 0       | +1 (UCL) |
| 53      | Montenegro          | 4.875 | 0       |          |
| 54      | Andorra             | 4.665 | 0       |          |
| 55      | San Marino          | 1.332 | 0       |          |

### Distribución
Los equipos accederán de acuerdo a la lista de acceso.
|                                                       |                                                       | Equipos que entran en esta fase | Equipos que provienen de la fase anterior | Equipos transferidos de la Liga de Campeones |
| ----------------------------------------------------- | ----------------------------------------------------- | --- | --- | --- |
| Tercera ronda clasificatoria (14 equipos)             | Ruta de Campeones (10 equipos)                        | | | - 10 perdedores de la Ruta de Campeones de la segunda ronda clasificatoria de la Liga de Campeones |
| Tercera ronda clasificatoria (14 equipos)             | Ruta de Liga (4 equipos)                              | - 2 ganadores de copa nacionales de asociaciones 15-16 | | - 2 perdedores de la Ruta de Liga de la Segunda ronda clasificatoria de la Liga de Campeones |
| Ronda de play-off (20 equipos)                        | Ronda de play-off (20 equipos)                        | - 7 ganadores de copa nacionales de asociaciones 7-14 (excluyendo Rusia) | - 5 ganadores de la Ruta de Campeones de la tercera ronda clasificatoria - 2 ganadores de la Ruta de Liga de la tercera ronda clasificatoria | - 6 perdedores de la Ruta de Campeones de la tercera ronda clasificatoria de la Liga de Campeones |
| Fase de grupos (32 equipos)                           | Fase de grupos (32 equipos)                           | - 1 campeón de la Liga Europa Conferencia de la UEFA 2022-23 - 6 ganadores de copa nacionales de asociaciones 1-6 - 1 equipos en cuarto lugar de la asociación 5 - 4 equipos en quinto lugar de las asociaciones 1-4 | - 10 ganadores de la ronda de play-off | - 4 perdedores de la ronda de play-off de la Liga de Campeones (Ruta de Campeones) - 2 perdedores de la ronda de play-off de la Liga de Campeones (Ruta de Liga) - 4 perdedores de la tercera ronda clasificatoria de la Liga de Campeones (Ruta de Liga) |
| Ronda preliminar de la fase eliminatoria (16 equipos) | Ronda preliminar de la fase eliminatoria (16 equipos) | | - 8 subcampeones de la fase de grupos | - 8 equipos clasificados en tercer lugar de la fase de grupos de la Liga de Campeones |
| Fase eliminatoria (16 equipos)                        | Fase eliminatoria (16 equipos)                        | | - 8 ganadores de la fase de grupos - 8 ganadores de la ronda preliminar de la fase eliminatoria                                              | |

## Equipos
- LEC: Campeón vigente de la Liga Europa Conferencia
- CC: Campeón de copa
- N.º: Posición de liga
- LC: Procedente de la Liga de Campeones
  - FG: Tercero en Fase de grupos
  - PO: Perdedor de la ronda de play-off
  - 3R: Perdedor de la tercera ronda previa
  - 2R: Perdedor de la segunda ronda previa

| Ronda preliminar de la fase eliminatoria | Ronda preliminar de la fase eliminatoria | Ronda preliminar de la fase eliminatoria | Ronda preliminar de la fase eliminatoria |
| ---------------------------------------- | ---------------------------------------- | ---------------------------------------- | ---------------------------------------- |
| Galatasaray (LC FG)                      | Sporting Braga (LC FG)                   | Feyenoord (LC FG)                        | Young Boys (LC FG)                       |
| Lens (LC FG)                             | Benfica (LC FG)                          | Milan (LC FG)                            | Shakhtar Donetsk (LC FG)                 |
| Fase de grupos                           |                                          |                                          |                                          |
| West Ham United (LEC)                    | Roma (6.°)                               | Maccabi Haifa (LC PO)                    | TSC (LC 3R)                              |
| Liverpool (5.º)                          | Friburgo (5.º)                           | AEK Atenas (LC PO)                       | Servette (LC 3R)                         |
| Brighton & Hove Albion (6.º)             | Bayer Leverkusen (6.º)                   | Raków Częstochowa (LC PO)                | Olympique Marsella (LC 3R)               |
| Villarreal (5.º)                         | Toulouse (CC)                            | Molde (LC PO)                            | Sturm Graz (LC 3R)                       |
| Real Betis (6.º)                         | Rennes (4.º)                             | Rangers (LC PO)                          |                                          |
| Atalanta (5.º)                           | Sporting de Lisboa (4.º)                 | Panathinaikos (LC PO)                    |                                          |
| Ronda de play-off                        |                                          |                                          |                                          |
| Ajax (3.º)                               | Zoryá Lugansk (3.º)                      | Aris Limassol (LC 3R)                    | Olimpija Ljubljana (LC 3R)               |
| LASK (3.°)                               | Unión Saint-Gilloise (3.º)               | Slovan Bratislava (LC 3R)                | Sparta Praga (LC 3R)                     |
| Aberdeen (3.º)                           | Lugano (3.º)                             | Dinamo Zagreb (LC 3R)                    | KÍ (LC 3R)                               |
| Čukarički (3.°)                          |                                          |                                          |                                          |
| Tercera ronda clasificatoria             |                                          |                                          |                                          |
| Ruta de Campeones                        | Ruta de Campeones                        | Ruta de Liga                             | Ruta de Liga                             |
| Žalgiris (LC 2R)                         | Breiðablik (LC 2R)                       | Olympiakos (3.º)                         | Dnipro-1 (LC 2R)                         |
| Ludogorets Razgrad (LC 2R)               | Sheriff Tiraspol (LC 2R)                 | Slavia Praga (CC)                        | Genk (LC 2R)                             |
| Qarabağ (LC 2R)                          | BATE Borísov (LC 2R)                     |                                          |                                          |
| Häcken (LC 2R)                           | Zrinjski Mostar (LC 2R)                  |                                          |                                          |
| HJK (LC 2R)                              | Astaná (LC 2R)                           |                                          |                                          |

## Calendario
El calendario de la competición es el siguiente, todos los sorteos se llevan a cabo en la sede de la UEFA en Nyon, Suiza.
| Fase              | Ronda             | Sorteo                  | Ida                      | Vuelta                   |
| ----------------- | ----------------- | ----------------------- | ------------------------ | ------------------------ |
| Clasificación     | Tercera ronda     | 24 de julio de 2023     | 10 de agosto de 2023     | 17 de agosto de 2023     |
| Play-off          | Ronda de play-off | 7 de agosto de 2023     | 24 de agosto de 2023     | 31 de agosto de 2023     |
| Fase de grupos    | Jornada 1         | 1 de septiembre de 2023 | 21 de septiembre de 2023 | 21 de septiembre de 2023 |
| Fase de grupos    | Jornada 2         | 1 de septiembre de 2023 | 5 de octubre de 2023     | 5 de octubre de 2023     |
| Fase de grupos    | Jornada 3         | 1 de septiembre de 2023 | 26 de octubre de 2023    | 26 de octubre de 2023    |
| Fase de grupos    | Jornada 4         | 1 de septiembre de 2023 | 9 de noviembre de 2023   | 9 de noviembre de 2023   |
| Fase de grupos    | Jornada 5         | 1 de septiembre de 2023 | 30 de noviembre de 2023  | 30 de noviembre de 2023  |
| Fase de grupos    | Jornada 6         | 1 de septiembre de 2023 | 14 de diciembre de 2023  | 14 de diciembre de 2023  |
| Fase eliminatoria | Play-offs         | 18 de diciembre de 2023 | 15 de febrero de 2024    | 22 de febrero de 2024    |
| Fase eliminatoria | Octavos           | 23 de febrero de 2024   | 7 de marzo de 2024       | 14 de marzo de 2024      |
| Fase eliminatoria | Cuartos           | 15 de marzo de 2024     | 11 de abril de 2024      | 18 de abril de 2024      |
| Fase eliminatoria | Semifinales       | 15 de marzo de 2024     | 2 de mayo de 2024        | 9 de mayo de 2024        |
| Fase eliminatoria | Final             | 15 de marzo de 2024     | 22 de mayo de 2024       | 22 de mayo de 2024       |

## Fase clasificatoria

### Tercera ronda clasificatoria
La Tercera ronda clasificatoria se divide en dos secciones separadas: Ruta de Campeones (para los campeones de las ligas) y Ruta de Liga (para los ganadores de las copas y los no campeones de las ligas). Un total de 14 equipos jugarán en la ronda previa, los siete perdedores jugarán la Cuarta Ronda Clasificatoria de la Liga Europa Conferencia de la UEFA.
| Equipo 1         | Agr. | Equipo 2           | Ida | Vuelta |
| ---------------- | ---- | ------------------ | --- | ------ |
| Žalgiris         | 1–8  | Häcken             | 1–3 | 0–5    |
| Qarabağ          | 4–2  | HJK                | 2–1 | 2–1    |
| Zrinjski Mostar  | 6–3  | Breiðablik         | 6–2 | 0–1    |
| Sheriff Tiraspol | 7–3  | BATE Borísov       | 5–1 | 2–2    |
| Astaná           | 3–6  | Ludogorets Razgrad | 2–1 | 1–5    |

| Equipo 1     | Agr. | Equipo 2 | Ida | Vuelta |
| ------------ | ---- | -------- | --- | ------ |
| Olympiakos   | 2–1  | Genk     | 1–0 | 1–1    |
| Slavia Praga | 4–1  | Dnipro-1 | 3–0 | 1–1    |

### Ronda de Play-off
En la ronda de Play-off, participaran  un total de 20 equipos. Los ganadores acceden a la fase de grupos y los perdedores lo harán en la fase de grupos de la Liga Europa Conferencia de la UEFA 2023-24.
| Equipo 1             | Agr. | Equipo 2         | Ida | Vuelta |
| -------------------- | ---- | ---------------- | --- | ------ |
| Slavia Praga         | 3–2  | Zoryá Lugansk    | 2–0 | 1–2    |
| Olympiakos           | 6–1  | Čukarički        | 3–1 | 3–0    |
| Union Saint-Gilloise | 3–0  | Lugano           | 2–0 | 1–0    |
| Ludogorets Razgrad   | 2–4  | Ajax             | 1–4 | 1–0    |
| Häcken               | 5–3  | Aberdeen         | 2–2 | 3–1    |
| LASK                 | 3–2  | Zrinjski Mostar  | 2–1 | 1–1    |
| KÍ                   | 2–3  | Sheriff Tiraspol | 1–1 | 1–2    |
| Olimpija Ljubljana   | 1–3  | Qarabağ          | 0–2 | 1–1    |
| Slovan Bratislava    | 4–7  | Aris Limassol    | 2–1 | 2–6    |
| Dinamo Zagreb        | 4–5  | Sparta Praga     | 3–1 | 1–4    |

## Fase de grupos
Los 32 equipos se dividieron en ocho grupos de cuatro, con la restricción de que los equipos de la misma asociación no se crucen en los grupos, para el sorteo los equipos se dividen en cuatro bombos en base a su coeficiente UEFA.
En cada grupo, los equipos juegan unos contra otros en casa y fuera en un formato de todos contra todos. Los ganadores de grupo avanzan a los octavos de final, los subcampeones avanzan a la ronda preliminar de la fase eliminatoria, donde se les unen los ocho equipos clasificados en tercer lugar de la fase de grupos de la Liga de Campeones de la UEFA 2023-24 y los terceros de grupo avanzan a la ronda preliminar de la fase eliminatoria de la Liga Conferencia de la UEFA 2023-24 .
Un total de 32 equipos juegan en la fase de grupos: 12 equipos que entran en esta fase son por liga 2022-23 (puestos 4.° o 5.°) o por copa (ganador de copa), los 10 ganadores de la ronda de play-off, los 6 perdedores de la ronda de play-off de la Liga de Campeones de la UEFA 2023-24 (4 de la Ruta de Campeones y 2 de la Ruta de Liga) y los 4 perdedores de la Ruta de Liga de la tercera ronda de clasificación de la Liga de Campeones de la UEFA 2023-24.
| Bombo 1 | Bombo 2 | Bombo 3 | Bombo 4 |
| --- | --- | --- | --- |
| West Ham United LEC CC: 50.000 Liverpool CC: 123.000 Roma CC: 97.000 Ajax CC: 89.000 Villarreal CC: 82.000 Bayer Leverkusen CC: 72.000 Atalanta CC: 55.500 Rangers CC: 54.000 | Sporting de Lisboa CC: 52.500 Slavia Praga CC: 52.000 Rennes CC: 44.000 Olympiakos CC: 39.000 Real Betis CC: 37.000 LASK CC: 36.000 Olympique Marsella CC: 33.000 Qarabağ CC: 25.000 | Molde FK CC: 24.000 Brighton & Hove Albion CC: 21.914 Sheriff Tiraspol CC: 19.500 Union Saint-Gilloise CC: 19.000 Friburgo CC: 16.496 Sparta Praga CC: 14.000 Maccabi Haifa CC: 13.000 Sturm Graz CC: 12.500 | Toulouse CC: 12.232 AEK Atenas CC: 11.000 TSC CC: 6.475 Servette CC: 6.335 Panathinaikos CC: 5.045 Raków Częstochowa CC: 5.000 Aris Limassol CC: 4.895 Häcken CC: 4.750 |

- LEC: accede como cabeza de serie por ser el club campeón de la Liga Europa Conferencia 2022-23.

### Grupo A
| Pos. | Equipo           | Pts. | PJ | G | E | P | GF | GC | Dif. | Clasificación                |
| ---- | ---------------- | ---- | -- | - | - | - | -- | -- | ---- | ---------------------------- |
| 1    | West Ham United  | 15   | 6  | 5 | 0 | 1 | 10 | 4  | +6   | Octavos de final             |
| 2    | Friburgo         | 12   | 6  | 4 | 0 | 2 | 17 | 7  | +10  | Preliminar de Octavos        |
| 3    | Olympiakos       | 7    | 6  | 2 | 1 | 3 | 11 | 14 | −3   | Repescado a Liga Conferencia |
| 4    | TSC Bačka Topola | 1    | 6  | 0 | 1 | 5 | 6  | 19 | −13  |                              |

|     | WHU   | OLY   | FRI   | TSC   |
| --- | ----- | ----- | ----- | ----- |
| WHU |       | 1 – 0 | 2 – 0 | 3 – 1 |
| OLY | 2 – 1 |       | 2 – 3 | 5 – 2 |
| FRI | 1 – 2 | 5 – 0 |       | 5 – 0 |
| TSC | 0 – 1 | 2 – 2 | 1 – 3 |       |

### Grupo B
| Pos. | Equipo                 | Pts. | PJ | G | E | P | GF | GC | Dif. | Clasificación                |
| ---- | ---------------------- | ---- | -- | - | - | - | -- | -- | ---- | ---------------------------- |
| 1    | Brighton & Hove Albion | 13   | 6  | 4 | 1 | 1 | 10 | 5  | +5   | Octavos de final             |
| 2    | Olympique Marsella     | 11   | 6  | 3 | 2 | 1 | 14 | 10 | +4   | Preliminar de Octavos        |
| 3    | Ajax                   | 5    | 6  | 1 | 2 | 3 | 10 | 13 | −3   | Repescado a Liga Conferencia |
| 4    | AEK Atenas             | 4    | 6  | 1 | 1 | 4 | 6  | 12 | −6   |                              |

|     | AJA   | MAR   | BHA   | AEK   |
| --- | ----- | ----- | ----- | ----- |
| AJA |       | 3 – 3 | 0 – 2 | 3 – 1 |
| MAR | 4 – 3 |       | 2 – 2 | 3 – 1 |
| BHA | 2 – 0 | 1 – 0 |       | 2 – 3 |
| AEK | 1 – 1 | 0 – 2 | 0 – 1 |       |

### Grupo C
| Pos. | Equipo        | Pts. | PJ | G | E | P | GF | GC | Dif. | Clasificación                |
| ---- | ------------- | ---- | -- | - | - | - | -- | -- | ---- | ---------------------------- |
| 1    | Rangers       | 11   | 6  | 3 | 2 | 1 | 8  | 6  | +2   | Octavos de final             |
| 2    | Sparta Praga  | 10   | 6  | 3 | 1 | 2 | 9  | 7  | +2   | Preliminar de Octavos        |
| 3    | Real Betis    | 9    | 6  | 3 | 0 | 3 | 9  | 7  | +2   | Repescado a Liga Conferencia |
| 4    | Aris Limassol | 4    | 6  | 1 | 1 | 4 | 7  | 13 | −6   |                              |

|     | RAN   | BET   | PRA   | ARI   |
| --- | ----- | ----- | ----- | ----- |
| RAN |       | 1 – 0 | 2 – 1 | 1 – 1 |
| BET | 2 – 3 |       | 2 – 1 | 4 – 1 |
| PRA | 0 – 0 | 1 – 0 |       | 3 – 2 |
| ARI | 2 – 1 | 0 – 1 | 1 – 3 |       |

### Grupo D
| Pos. | Equipo             | Pts. | PJ | G | E | P | GF | GC | Dif. | Clasificación                |
| ---- | ------------------ | ---- | -- | - | - | - | -- | -- | ---- | ---------------------------- |
| 1    | Atalanta           | 14   | 6  | 4 | 2 | 0 | 12 | 4  | +8   | Octavos de final             |
| 2    | Sporting de Lisboa | 11   | 6  | 3 | 2 | 1 | 10 | 6  | +4   | Preliminar de Octavos        |
| 3    | Sturm Graz         | 4    | 6  | 1 | 1 | 4 | 4  | 9  | −5   | Repescado a Liga Conferencia |
| 4    | Raków Częstochowa  | 4    | 6  | 1 | 1 | 4 | 3  | 10 | −7   |                              |

|     | ATA   | SPO   | STU   | RAK   |
| --- | ----- | ----- | ----- | ----- |
| ATA |       | 1 – 1 | 1 – 0 | 2 – 0 |
| SPO | 1 – 2 |       | 3 – 0 | 2 – 1 |
| STU | 2 – 2 | 1 – 2 |       | 0 – 1 |
| RAK | 0 – 4 | 1 – 1 | 0 – 1 |       |

### Grupo E
| Pos. | Equipo               | Pts. | PJ | G | E | P | GF | GC | Dif. | Clasificación                |
| ---- | -------------------- | ---- | -- | - | - | - | -- | -- | ---- | ---------------------------- |
| 1    | Liverpool            | 12   | 6  | 4 | 0 | 2 | 17 | 7  | +10  | Octavos de final             |
| 2    | Toulouse             | 11   | 6  | 3 | 2 | 1 | 8  | 9  | −1   | Preliminar de Octavos        |
| 3    | Union Saint-Gilloise | 8    | 6  | 2 | 2 | 2 | 5  | 8  | −3   | Repescado a Liga Conferencia |
| 4    | LASK                 | 3    | 6  | 1 | 0 | 5 | 6  | 12 | −6   |                              |

|      | LIV   | LASK  | USG   | TOU   |
| ---- | ----- | ----- | ----- | ----- |
| LIV  |       | 4 – 0 | 2 – 0 | 5 – 1 |
| LASK | 1 – 3 |       | 3 – 0 | 1 – 2 |
| USG  | 2 – 1 | 2 – 1 |       | 1 – 1 |
| TOU  | 3 – 2 | 1 – 0 | 0 – 0 |       |

### Grupo F
| Pos. | Equipo        | Pts. | PJ | G | E | P | GF | GC | Dif. | Clasificación                |
| ---- | ------------- | ---- | -- | - | - | - | -- | -- | ---- | ---------------------------- |
| 1    | Villarreal    | 13   | 6  | 4 | 1 | 1 | 9  | 7  | +2   | Octavos de final             |
| 2    | Rennes        | 12   | 6  | 4 | 0 | 2 | 13 | 6  | +7   | Preliminar de Octavos        |
| 3    | Maccabi Haifa | 5    | 6  | 1 | 2 | 3 | 3  | 9  | −6   | Repescado a Liga Conferencia |
| 4    | Panathinaikos | 4    | 6  | 1 | 1 | 4 | 7  | 10 | −3   |                              |

|     | VIL   | REN   | HAI   | PAN   |
| --- | ----- | ----- | ----- | ----- |
| VIL |       | 1 – 0 | 0 – 0 | 3 – 2 |
| REN | 2 – 3 |       | 3 – 0 | 3 – 1 |
| HAI | 1 – 2 | 0 – 3 |       | 0 – 0 |
| PAN | 2 – 0 | 1 – 2 | 1 – 2 |       |

### Grupo G
| Pos. | Equipo           | Pts. | PJ | G | E | P | GF | GC | Dif. | Clasificación                |
| ---- | ---------------- | ---- | -- | - | - | - | -- | -- | ---- | ---------------------------- |
| 1    | Slavia Praga     | 15   | 6  | 5 | 0 | 1 | 17 | 4  | +13  | Octavos de final             |
| 2    | Roma             | 13   | 6  | 4 | 1 | 1 | 12 | 4  | +8   | Preliminar de Octavos        |
| 3    | Servette         | 5    | 6  | 1 | 2 | 3 | 4  | 13 | −9   | Repescado a Liga Conferencia |
| 4    | Sheriff Tiraspol | 1    | 6  | 0 | 1 | 5 | 5  | 17 | −12  |                              |

|     | ROM   | SLA   | SHE   | SER   |
| --- | ----- | ----- | ----- | ----- |
| ROM |       | 2 – 0 | 3 – 0 | 4 – 0 |
| SLA | 2 – 0 |       | 6 – 0 | 4 – 0 |
| SHE | 1 – 2 | 2 – 3 |       | 1 – 1 |
| SER | 1 – 1 | 0 – 2 | 2 – 1 |       |

### Grupo H
| Pos. | Equipo           | Pts. | PJ | G | E | P | GF | GC | Dif. | Clasificación                |
| ---- | ---------------- | ---- | -- | - | - | - | -- | -- | ---- | ---------------------------- |
| 1    | Bayer Leverkusen | 18   | 6  | 6 | 0 | 0 | 19 | 3  | +16  | Octavos de final             |
| 2    | Qarabağ          | 10   | 6  | 3 | 1 | 2 | 7  | 9  | −2   | Preliminar de Octavos        |
| 3    | Molde            | 7    | 6  | 2 | 1 | 3 | 12 | 12 | 0    | Repescado a Liga Conferencia |
| 4    | Häcken           | 0    | 6  | 0 | 0 | 6 | 3  | 17 | −14  |                              |

|     | LEV   | QAR   | MOL   | HAC   |
| --- | ----- | ----- | ----- | ----- |
| LEV |       | 5 – 1 | 5 – 1 | 4 – 0 |
| QAR | 0 – 1 |       | 1 – 0 | 2 – 1 |
| MOL | 1 – 2 | 2 – 2 |       | 5 – 1 |
| HAC | 0 – 2 | 0 – 1 | 1 – 3 |       |

### Equipos clasificados

#### Primeros y segundos lugares de la fase de grupos de la Liga Europa de la UEFA
| Grupo | Primer lugar           | Segundo lugar         |
| ----- | ---------------------- | --------------------- |
| A     | West Ham United        | Friburgo              |
| B     | Brighton & Hove Albion | Olympique de Marsella |
| C     | Rangers                | Sparta Praga          |
| D     | Atalanta               | Sporting de Lisboa    |
| E     | Liverpool              | Toulouse              |
| F     | Villarreal             | Rennes                |
| G     | Slavia Praga           | Roma                  |
| H     | Bayer Leverkusen       | Qarabağ               |

#### Terceros lugares de la fase de grupos de la Liga de Campeones de la UEFA
| Grupo | Tercer lugar     |
| ----- | ---------------- |
| A     | Galatasaray      |
| B     | Lens             |
| C     | Sporting Braga   |
| D     | Benfica          |
| E     | Feyenoord        |
| F     | Milan            |
| G     | Young Boys       |
| H     | Shakhtar Donetsk |

## Fase eliminatoria
La Fase eliminatoria de la competición se disputa en enfrentamientos a doble partido, salvo la final, jugada a partido único. En caso de estar la eliminatoria empatada tras los 180 minutos de ambos partidos se disputará una prórroga de 30 minutos, y si esta sigue empatada al finalizar, la eliminatoria se decidirá en una tanda de penales. 

### Cuadro de eliminatorias
De los cuatro clubes semifinalistas, ninguno ha logrado antes ser campeón en esta competición.
|  | Play-off                                                   | Play-off                                                   | Play-off                                                   | Play-off                                                   | Play-off                                                   |   |                       | Octavos de final                                      | Octavos de final                                      | Octavos de final                                      | Octavos de final                                      | Octavos de final                                      |       |  | Cuartos de final                                       | Cuartos de final                                       | Cuartos de final                                       | Cuartos de final                                       | Cuartos de final                                       |   |  | Semifinales                                        | Semifinales                                        | Semifinales                                        | Semifinales                                        | Semifinales                                        |  |  | Final                                   | Final                                   | Final                                   |  |
|  | 15 de febrero de 2024 (ida) 22 de febrero de 2024 (vuelta) | 15 de febrero de 2024 (ida) 22 de febrero de 2024 (vuelta) | 15 de febrero de 2024 (ida) 22 de febrero de 2024 (vuelta) | 15 de febrero de 2024 (ida) 22 de febrero de 2024 (vuelta) | 15 de febrero de 2024 (ida) 22 de febrero de 2024 (vuelta) |   |                       | 7 de marzo de 2024 (ida) 14 de marzo de 2024 (vuelta) | 7 de marzo de 2024 (ida) 14 de marzo de 2024 (vuelta) | 7 de marzo de 2024 (ida) 14 de marzo de 2024 (vuelta) | 7 de marzo de 2024 (ida) 14 de marzo de 2024 (vuelta) | 7 de marzo de 2024 (ida) 14 de marzo de 2024 (vuelta) |       |  | 11 de abril de 2024 (ida) 18 de abril de 2024 (vuelta) | 11 de abril de 2024 (ida) 18 de abril de 2024 (vuelta) | 11 de abril de 2024 (ida) 18 de abril de 2024 (vuelta) | 11 de abril de 2024 (ida) 18 de abril de 2024 (vuelta) | 11 de abril de 2024 (ida) 18 de abril de 2024 (vuelta) |   |  | 2 de mayo de 2024 (ida) 9 de mayo de 2024 (vuelta) | 2 de mayo de 2024 (ida) 9 de mayo de 2024 (vuelta) | 2 de mayo de 2024 (ida) 9 de mayo de 2024 (vuelta) | 2 de mayo de 2024 (ida) 9 de mayo de 2024 (vuelta) | 2 de mayo de 2024 (ida) 9 de mayo de 2024 (vuelta) |  |  | 22 de mayo de 2024 Dublín Arena, Dublín | 22 de mayo de 2024 Dublín Arena, Dublín | 22 de mayo de 2024 Dublín Arena, Dublín |  |
|  |                                                            |                                                            |                                                            |                                                            |                                                            |   |                       |                                                       |                                                       |                                                       |                                                       |                                                       |       |  |                                                        |                                                        |                                                        |                                                        |                                                        |   |  |                                                    |                                                    |                                                    |                                                    |                                                    |  |  |                                         |                                         |                                         |  |
|  |                                                            |                                                            |                                                            |                                                            |                                                            |   |                       |                                                       |                                                       |                                                       |                                                       |                                                       |       |  |                                                        |                                                        |                                                        |                                                        |                                                        |   |  |                                                    |                                                    |                                                    |                                                    |                                                    |  |  |                                         |                                         |                                         |  |
|  | Benfica                                                    | Benfica                                                    | 2                                                          | 0                                                          | 2                                                          |   |                       |                                                       |                                                       |                                                       |                                                       |                                                       |       |  |                                                        |                                                        |                                                        |                                                        |                                                        |   |  |                                                    |                                                    |                                                    |                                                    |                                                    |  |  |                                         |                                         |                                         |  |
|  | Benfica                                                    | Benfica                                                    | 2                                                          | 0                                                          | 2                                                          |   |                       |                                                       |                                                       |                                                       |                                                       |                                                       |       |  |                                                        |                                                        |                                                        |                                                        |                                                        |   |  |                                                    |                                                    |                                                    |                                                    |                                                    |  |  |                                         |                                         |                                         |  |
|  | Toulouse                                                   | Toulouse                                                   | 1                                                          | 0                                                          | 1                                                          |   |                       |                                                       |                                                       |                                                       |                                                       |                                                       |       |  |                                                        |                                                        |                                                        |                                                        |                                                        |   |  |                                                    |                                                    |                                                    |                                                    |                                                    |  |  |                                         |                                         |                                         |  |
|  | Toulouse                                                   | Toulouse                                                   | 1                                                          | 0                                                          | 1                                                          |   | Benfica               | Benfica                                               | 2                                                     | 1                                                     | 3                                                     |                                                       |       |  |                                                        |                                                        |                                                        |                                                        |                                                        |   |  |                                                    |                                                    |                                                    |                                                    |                                                    |  |  |                                         |                                         |                                         |  |
|  |                                                            |                                                            |                                                            |                                                            |                                                            |   | Benfica               | Benfica                                               | 2                                                     | 1                                                     | 3                                                     |                                                       |       |  |                                                        |                                                        |                                                        |                                                        |                                                        |   |  |                                                    |                                                    |                                                    |                                                    |                                                    |  |  |                                         |                                         |                                         |  |
|  |                                                            |                                                            | Rangers                                                    | Rangers                                                    | 2                                                          | 0 | 2                     |                                                       |                                                       |                                                       |                                                       |                                                       |       |  |                                                        |                                                        |                                                        |                                                        |                                                        |   |  |                                                    |                                                    |                                                    |                                                    |                                                    |  |  |                                         |                                         |                                         |  |
|  |                                                            |                                                            | Rangers                                                    | Rangers                                                    | 2                                                          | 0 | 2                     |                                                       |                                                       |                                                       |                                                       |                                                       |       |  |                                                        |                                                        |                                                        |                                                        |                                                        |   |  |                                                    |                                                    |                                                    |                                                    |                                                    |  |  |                                         |                                         |                                         |  |
|  |                                                            |                                                            |                                                            |                                                            |                                                            |   |                       |                                                       |                                                       |                                                       |                                                       |                                                       |       |  |                                                        |                                                        |                                                        |                                                        |                                                        |   |  |                                                    |                                                    |                                                    |                                                    |                                                    |  |  |                                         |                                         |                                         |  |
|  |                                                            |                                                            |                                                            |                                                            |                                                            |   |                       |                                                       |                                                       |                                                       |                                                       |                                                       |       |  |                                                        |                                                        |                                                        |                                                        |                                                        |   |  |                                                    |                                                    |                                                    |                                                    |                                                    |  |  |                                         |                                         |                                         |  |
|  |                                                            |                                                            |                                                            |                                                            |                                                            |   |                       |                                                       | Benfica                                               | Benfica                                               | 2                                                     | 0                                                     | 2 (2) |  |                                                        |                                                        |                                                        |                                                        |                                                        |   |  |                                                    |                                                    |                                                    |                                                    |                                                    |  |  |                                         |                                         |                                         |  |
|  |                                                            |                                                            |                                                            |                                                            |                                                            |   |                       |                                                       |                                                       |                                                       |                                                       |                                                       | 2 (2) |  |                                                        |                                                        |                                                        |                                                        |                                                        |   |  |                                                    |                                                    |                                                    |                                                    |                                                    |  |  |                                         |                                         |                                         |  |
|  |                                                            |                                                            | Olympique de Marsella (p.)                                 | Olympique de Marsella (p.)                                 | 1                                                          | 1 | 2 (4)                 |                                                       |                                                       |                                                       |                                                       |                                                       |       |  |                                                        |                                                        |                                                        |                                                        |                                                        |   |  |                                                    |                                                    |                                                    |                                                    |                                                    |  |  |                                         |                                         |                                         |  |
|  | Shakhtar Donetsk                                           | Shakhtar Donetsk                                           | Olympique de Marsella (p.)                                 | Olympique de Marsella (p.)                                 | 1                                                          | 1 | 2 (4)                 | 2                                                     | 1                                                     | 3                                                     |                                                       |                                                       |       |  |                                                        |                                                        |                                                        |                                                        |                                                        |   |  |                                                    |                                                    |                                                    |                                                    |                                                    |  |  |                                         |                                         |                                         |  |
|  | Shakhtar Donetsk                                           | Shakhtar Donetsk                                           |                                                            |                                                            |                                                            |   |                       |                                                       |                                                       | 3                                                     |                                                       |                                                       |       |  |                                                        |                                                        |                                                        |                                                        |                                                        |   |  |                                                    |                                                    |                                                    |                                                    |                                                    |  |  |                                         |                                         |                                         |  |
|  | Olympique de Marsella                                      | Olympique de Marsella                                      | 2                                                          | 3                                                          | 5                                                          |   |                       |                                                       |                                                       |                                                       |                                                       |                                                       |       |  |                                                        |                                                        |                                                        |                                                        |                                                        |   |  |                                                    |                                                    |                                                    |                                                    |                                                    |  |  |                                         |                                         |                                         |  |
|  | Olympique de Marsella                                      | Olympique de Marsella                                      | 2                                                          | 3                                                          | 5                                                          |   | Olympique de Marsella | Olympique de Marsella                                 | 4                                                     | 1                                                     | 5                                                     |                                                       |       |  |                                                        |                                                        |                                                        |                                                        |                                                        |   |  |                                                    |                                                    |                                                    |                                                    |                                                    |  |  |                                         |                                         |                                         |  |
|  |                                                            |                                                            |                                                            |                                                            |                                                            |   | Olympique de Marsella | Olympique de Marsella                                 | 4                                                     | 1                                                     | 5                                                     |                                                       |       |  |                                                        |                                                        |                                                        |                                                        |                                                        |   |  |                                                    |                                                    |                                                    |                                                    |                                                    |  |  |                                         |                                         |                                         |  |
|  |                                                            |                                                            | Villarreal                                                 | Villarreal                                                 | 0                                                          | 3 | 3                     |                                                       |                                                       |                                                       |                                                       |                                                       |       |  |                                                        |                                                        |                                                        |                                                        |                                                        |   |  |                                                    |                                                    |                                                    |                                                    |                                                    |  |  |                                         |                                         |                                         |  |
|  |                                                            |                                                            | Villarreal                                                 | Villarreal                                                 | 0                                                          | 3 | 3                     |                                                       |                                                       |                                                       |                                                       |                                                       |       |  |                                                        |                                                        |                                                        |                                                        |                                                        |   |  |                                                    |                                                    |                                                    |                                                    |                                                    |  |  |                                         |                                         |                                         |  |
|  |                                                            |                                                            |                                                            |                                                            |                                                            |   |                       |                                                       |                                                       |                                                       |                                                       |                                                       |       |  |                                                        |                                                        |                                                        |                                                        |                                                        |   |  |                                                    |                                                    |                                                    |                                                    |                                                    |  |  |                                         |                                         |                                         |  |
|  |                                                            |                                                            |                                                            |                                                            |                                                            |   |                       |                                                       |                                                       |                                                       |                                                       |                                                       |       |  |                                                        |                                                        |                                                        |                                                        |                                                        |   |  |                                                    |                                                    |                                                    |                                                    |                                                    |  |  |                                         |                                         |                                         |  |
|  |                                                            |                                                            |                                                            |                                                            |                                                            |   |                       |                                                       |                                                       |                                                       |                                                       |                                                       |       |  |                                                        | Olympique de Marsella                                  | Olympique de Marsella                                  | 1                                                      | 0                                                      | 1 |  |                                                    |                                                    |                                                    |                                                    |                                                    |  |  |                                         |                                         |                                         |  |
|  |                                                            |                                                            |                                                            |                                                            |                                                            |   |                       |                                                       |                                                       |                                                       |                                                       |                                                       |       |  |                                                        |                                                        |                                                        |                                                        |                                                        | 1 |  |                                                    |                                                    |                                                    |                                                    |                                                    |  |  |                                         |                                         |                                         |  |
|  |                                                            |                                                            | Atalanta                                                   | Atalanta                                                   | 1                                                          | 3 | 4                     |                                                       |                                                       |                                                       |                                                       |                                                       |       |  |                                                        |                                                        |                                                        |                                                        |                                                        |   |  |                                                    |                                                    |                                                    |                                                    |                                                    |  |  |                                         |                                         |                                         |  |
|  | Galatasaray                                                | Galatasaray                                                | Atalanta                                                   | Atalanta                                                   | 1                                                          | 3 | 4                     | 3                                                     | 1                                                     | 4                                                     |                                                       |                                                       |       |  |                                                        |                                                        |                                                        |                                                        |                                                        |   |  |                                                    |                                                    |                                                    |                                                    |                                                    |  |  |                                         |                                         |                                         |  |
|  | Galatasaray                                                | Galatasaray                                                |                                                            |                                                            |                                                            |   |                       |                                                       |                                                       | 4                                                     |                                                       |                                                       |       |  |                                                        |                                                        |                                                        |                                                        |                                                        |   |  |                                                    |                                                    |                                                    |                                                    |                                                    |  |  |                                         |                                         |                                         |  |
|  | Sparta Praga                                               | Sparta Praga                                               | 2                                                          | 4                                                          | 6                                                          |   |                       |                                                       |                                                       |                                                       |                                                       |                                                       |       |  |                                                        |                                                        |                                                        |                                                        |                                                        |   |  |                                                    |                                                    |                                                    |                                                    |                                                    |  |  |                                         |                                         |                                         |  |
|  | Sparta Praga                                               | Sparta Praga                                               | 2                                                          | 4                                                          | 6                                                          |   | Sparta Praga          | Sparta Praga                                          | 1                                                     | 1                                                     | 2                                                     |                                                       |       |  |                                                        |                                                        |                                                        |                                                        |                                                        |   |  |                                                    |                                                    |                                                    |                                                    |                                                    |  |  |                                         |                                         |                                         |  |
|  |                                                            |                                                            |                                                            |                                                            |                                                            |   | Sparta Praga          | Sparta Praga                                          | 1                                                     | 1                                                     | 2                                                     |                                                       |       |  |                                                        |                                                        |                                                        |                                                        |                                                        |   |  |                                                    |                                                    |                                                    |                                                    |                                                    |  |  |                                         |                                         |                                         |  |
|  |                                                            |                                                            | Liverpool                                                  | Liverpool                                                  | 5                                                          | 6 | 11                    |                                                       |                                                       |                                                       |                                                       |                                                       |       |  |                                                        |                                                        |                                                        |                                                        |                                                        |   |  |                                                    |                                                    |                                                    |                                                    |                                                    |  |  |                                         |                                         |                                         |  |
|  |                                                            |                                                            | Liverpool                                                  | Liverpool                                                  | 5                                                          | 6 | 11                    |                                                       |                                                       |                                                       |                                                       |                                                       |       |  |                                                        |                                                        |                                                        |                                                        |                                                        |   |  |                                                    |                                                    |                                                    |                                                    |                                                    |  |  |                                         |                                         |                                         |  |
|  |                                                            |                                                            |                                                            |                                                            |                                                            |   |                       |                                                       |                                                       |                                                       |                                                       |                                                       |       |  |                                                        |                                                        |                                                        |                                                        |                                                        |   |  |                                                    |                                                    |                                                    |                                                    |                                                    |  |  |                                         |                                         |                                         |  |
|  |                                                            |                                                            |                                                            |                                                            |                                                            |   |                       |                                                       |                                                       |                                                       |                                                       |                                                       |       |  |                                                        |                                                        |                                                        |                                                        |                                                        |   |  |                                                    |                                                    |                                                    |                                                    |                                                    |  |  |                                         |                                         |                                         |  |
|  |                                                            |                                                            |                                                            |                                                            |                                                            |   |                       |                                                       | Liverpool                                             | Liverpool                                             | 0                                                     | 1                                                     | 1     |  |                                                        |                                                        |                                                        |                                                        |                                                        |   |  |                                                    |                                                    |                                                    |                                                    |                                                    |  |  |                                         |                                         |                                         |  |
|  |                                                            |                                                            |                                                            |                                                            |                                                            |   |                       |                                                       |                                                       |                                                       |                                                       |                                                       | 1     |  |                                                        |                                                        |                                                        |                                                        |                                                        |   |  |                                                    |                                                    |                                                    |                                                    |                                                    |  |  |                                         |                                         |                                         |  |
|  |                                                            |                                                            | Atalanta                                                   | Atalanta                                                   | 3                                                          | 0 | 3                     |                                                       |                                                       |                                                       |                                                       |                                                       |       |  |                                                        |                                                        |                                                        |                                                        |                                                        |   |  |                                                    |                                                    |                                                    |                                                    |                                                    |  |  |                                         |                                         |                                         |  |
|  | Young Boys                                                 | Young Boys                                                 | Atalanta                                                   | Atalanta                                                   | 3                                                          | 0 | 3                     | 1                                                     | 1                                                     | 2                                                     |                                                       |                                                       |       |  |                                                        |                                                        |                                                        |                                                        |                                                        |   |  |                                                    |                                                    |                                                    |                                                    |                                                    |  |  |                                         |                                         |                                         |  |
|  | Young Boys                                                 | Young Boys                                                 |                                                            |                                                            |                                                            |   |                       |                                                       |                                                       | 2                                                     |                                                       |                                                       |       |  |                                                        |                                                        |                                                        |                                                        |                                                        |   |  |                                                    |                                                    |                                                    |                                                    |                                                    |  |  |                                         |                                         |                                         |  |
|  | Sporting de Lisboa                                         | Sporting de Lisboa                                         | 3                                                          | 1                                                          | 4                                                          |   |                       |                                                       |                                                       |                                                       |                                                       |                                                       |       |  |                                                        |                                                        |                                                        |                                                        |                                                        |   |  |                                                    |                                                    |                                                    |                                                    |                                                    |  |  |                                         |                                         |                                         |  |
|  | Sporting de Lisboa                                         | Sporting de Lisboa                                         | 3                                                          | 1                                                          | 4                                                          |   | Sporting de Lisboa    | Sporting de Lisboa                                    | 1                                                     | 1                                                     | 2                                                     |                                                       |       |  |                                                        |                                                        |                                                        |                                                        |                                                        |   |  |                                                    |                                                    |                                                    |                                                    |                                                    |  |  |                                         |                                         |                                         |  |
|  |                                                            |                                                            |                                                            |                                                            |                                                            |   | Sporting de Lisboa    | Sporting de Lisboa                                    | 1                                                     | 1                                                     | 2                                                     |                                                       |       |  |                                                        |                                                        |                                                        |                                                        |                                                        |   |  |                                                    |                                                    |                                                    |                                                    |                                                    |  |  |                                         |                                         |                                         |  |
|  |                                                            |                                                            | Atalanta                                                   | Atalanta                                                   | 1                                                          | 2 | 3                     |                                                       |                                                       |                                                       |                                                       |                                                       |       |  |                                                        |                                                        |                                                        |                                                        |                                                        |   |  |                                                    |                                                    |                                                    |                                                    |                                                    |  |  |                                         |                                         |                                         |  |
|  |                                                            |                                                            | Atalanta                                                   | Atalanta                                                   | 1                                                          | 2 | 3                     |                                                       |                                                       |                                                       |                                                       |                                                       |       |  |                                                        |                                                        |                                                        |                                                        |                                                        |   |  |                                                    |                                                    |                                                    |                                                    |                                                    |  |  |                                         |                                         |                                         |  |
|  |                                                            |                                                            |                                                            |                                                            |                                                            |   |                       |                                                       |                                                       |                                                       |                                                       |                                                       |       |  |                                                        |                                                        |                                                        |                                                        |                                                        |   |  |                                                    |                                                    |                                                    |                                                    |                                                    |  |  |                                         |                                         |                                         |  |
|  |                                                            |                                                            |                                                            |                                                            |                                                            |   |                       |                                                       |                                                       |                                                       |                                                       |                                                       |       |  |                                                        |                                                        |                                                        |                                                        |                                                        |   |  |                                                    |                                                    |                                                    |                                                    |                                                    |  |  |                                         |                                         |                                         |  |
|  |                                                            |                                                            |                                                            |                                                            |                                                            |   |                       |                                                       |                                                       |                                                       |                                                       |                                                       |       |  |                                                        |                                                        |                                                        |                                                        |                                                        |   |  |                                                    | Atalanta                                           | Atalanta                                           | 3                                                  |                                                    |  |  |                                         |                                         |                                         |  |
|  |                                                            |                                                            |                                                            |                                                            |                                                            |   |                       |                                                       |                                                       |                                                       |                                                       |                                                       |       |  |                                                        |                                                        |                                                        |                                                        |                                                        |   |  |                                                    |                                                    |                                                    |                                                    |                                                    |  |  |                                         |                                         |                                         |  |
|  |                                                            |                                                            | Bayer Leverkusen                                           | Bayer Leverkusen                                           | 0                                                          |   |                       |                                                       |                                                       |                                                       |                                                       |                                                       |       |  |                                                        |                                                        |                                                        |                                                        |                                                        |   |  |                                                    |                                                    |                                                    |                                                    |                                                    |  |  |                                         |                                         |                                         |  |
|  | Milan                                                      | Milan                                                      | Bayer Leverkusen                                           | Bayer Leverkusen                                           | 0                                                          | 3 | 2                     | 5                                                     |                                                       |                                                       |                                                       |                                                       |       |  |                                                        |                                                        |                                                        |                                                        |                                                        |   |  |                                                    |                                                    |                                                    |                                                    |                                                    |  |  |                                         |                                         |                                         |  |
|  | Milan                                                      | Milan                                                      |                                                            |                                                            |                                                            |   |                       |                                                       |                                                       |                                                       |                                                       |                                                       |       |  |                                                        |                                                        |                                                        |                                                        |                                                        |   |  |                                                    |                                                    |                                                    |                                                    |                                                    |  |  |                                         |                                         |                                         |  |
|  | Rennes                                                     | Rennes                                                     | 0                                                          | 3                                                          | 3                                                          |   |                       |                                                       |                                                       |                                                       |                                                       |                                                       |       |  |                                                        |                                                        |                                                        |                                                        |                                                        |   |  |                                                    |                                                    |                                                    |                                                    |                                                    |  |  |                                         |                                         |                                         |  |
|  | Rennes                                                     | Rennes                                                     | 0                                                          | 3                                                          | 3                                                          |   | Milan                 | Milan                                                 | 4                                                     | 3                                                     | 7                                                     |                                                       |       |  |                                                        |                                                        |                                                        |                                                        |                                                        |   |  |                                                    |                                                    |                                                    |                                                    |                                                    |  |  |                                         |                                         |                                         |  |
|  |                                                            |                                                            |                                                            |                                                            |                                                            |   | Milan                 | Milan                                                 | 4                                                     | 3                                                     | 7                                                     |                                                       |       |  |                                                        |                                                        |                                                        |                                                        |                                                        |   |  |                                                    |                                                    |                                                    |                                                    |                                                    |  |  |                                         |                                         |                                         |  |
|  |                                                            |                                                            | Slavia Praga                                               | Slavia Praga                                               | 2                                                          | 1 | 3                     |                                                       |                                                       |                                                       |                                                       |                                                       |       |  |                                                        |                                                        |                                                        |                                                        |                                                        |   |  |                                                    |                                                    |                                                    |                                                    |                                                    |  |  |                                         |                                         |                                         |  |
|  |                                                            |                                                            | Slavia Praga                                               | Slavia Praga                                               | 2                                                          | 1 | 3                     |                                                       |                                                       |                                                       |                                                       |                                                       |       |  |                                                        |                                                        |                                                        |                                                        |                                                        |   |  |                                                    |                                                    |                                                    |                                                    |                                                    |  |  |                                         |                                         |                                         |  |
|  |                                                            |                                                            |                                                            |                                                            |                                                            |   |                       |                                                       |                                                       |                                                       |                                                       |                                                       |       |  |                                                        |                                                        |                                                        |                                                        |                                                        |   |  |                                                    |                                                    |                                                    |                                                    |                                                    |  |  |                                         |                                         |                                         |  |
|  |                                                            |                                                            |                                                            |                                                            |                                                            |   |                       |                                                       |                                                       |                                                       |                                                       |                                                       |       |  |                                                        |                                                        |                                                        |                                                        |                                                        |   |  |                                                    |                                                    |                                                    |                                                    |                                                    |  |  |                                         |                                         |                                         |  |
|  |                                                            |                                                            |                                                            |                                                            |                                                            |   |                       |                                                       | Milan                                                 | Milan                                                 | 0                                                     | 1                                                     | 1     |  |                                                        |                                                        |                                                        |                                                        |                                                        |   |  |                                                    |                                                    |                                                    |                                                    |                                                    |  |  |                                         |                                         |                                         |  |
|  |                                                            |                                                            |                                                            |                                                            |                                                            |   |                       |                                                       |                                                       |                                                       |                                                       |                                                       | 1     |  |                                                        |                                                        |                                                        |                                                        |                                                        |   |  |                                                    |                                                    |                                                    |                                                    |                                                    |  |  |                                         |                                         |                                         |  |
|  |                                                            |                                                            | Roma                                                       | Roma                                                       | 1                                                          | 2 | 3                     |                                                       |                                                       |                                                       |                                                       |                                                       |       |  |                                                        |                                                        |                                                        |                                                        |                                                        |   |  |                                                    |                                                    |                                                    |                                                    |                                                    |  |  |                                         |                                         |                                         |  |
|  | Feyenoord                                                  | Feyenoord                                                  | Roma                                                       | Roma                                                       | 1                                                          | 2 | 3                     | 1                                                     | 1                                                     | 2 (2)                                                 |                                                       |                                                       |       |  |                                                        |                                                        |                                                        |                                                        |                                                        |   |  |                                                    |                                                    |                                                    |                                                    |                                                    |  |  |                                         |                                         |                                         |  |
|  | Feyenoord                                                  | Feyenoord                                                  |                                                            |                                                            |                                                            |   |                       |                                                       |                                                       | 2 (2)                                                 |                                                       |                                                       |       |  |                                                        |                                                        |                                                        |                                                        |                                                        |   |  |                                                    |                                                    |                                                    |                                                    |                                                    |  |  |                                         |                                         |                                         |  |
|  | Roma (p.)                                                  | Roma (p.)                                                  | 1                                                          | 1                                                          | 2 (4)                                                      |   |                       |                                                       |                                                       |                                                       |                                                       |                                                       |       |  |                                                        |                                                        |                                                        |                                                        |                                                        |   |  |                                                    |                                                    |                                                    |                                                    |                                                    |  |  |                                         |                                         |                                         |  |
|  | Roma (p.)                                                  | Roma (p.)                                                  | 1                                                          | 1                                                          | 2 (4)                                                      |   | Roma                  | Roma                                                  | 4                                                     | 0                                                     | 4                                                     |                                                       |       |  |                                                        |                                                        |                                                        |                                                        |                                                        |   |  |                                                    |                                                    |                                                    |                                                    |                                                    |  |  |                                         |                                         |                                         |  |
|  |                                                            |                                                            |                                                            |                                                            |                                                            |   | Roma                  | Roma                                                  | 4                                                     | 0                                                     | 4                                                     |                                                       |       |  |                                                        |                                                        |                                                        |                                                        |                                                        |   |  |                                                    |                                                    |                                                    |                                                    |                                                    |  |  |                                         |                                         |                                         |  |
|  |                                                            |                                                            | Brighton & Hove Albion                                     | Brighton & Hove Albion                                     | 0                                                          | 1 | 1                     |                                                       |                                                       |                                                       |                                                       |                                                       |       |  |                                                        |                                                        |                                                        |                                                        |                                                        |   |  |                                                    |                                                    |                                                    |                                                    |                                                    |  |  |                                         |                                         |                                         |  |
|  |                                                            |                                                            | Brighton & Hove Albion                                     | Brighton & Hove Albion                                     | 0                                                          | 1 | 1                     |                                                       |                                                       |                                                       |                                                       |                                                       |       |  |                                                        |                                                        |                                                        |                                                        |                                                        |   |  |                                                    |                                                    |                                                    |                                                    |                                                    |  |  |                                         |                                         |                                         |  |
|  |                                                            |                                                            |                                                            |                                                            |                                                            |   |                       |                                                       |                                                       |                                                       |                                                       |                                                       |       |  |                                                        |                                                        |                                                        |                                                        |                                                        |   |  |                                                    |                                                    |                                                    |                                                    |                                                    |  |  |                                         |                                         |                                         |  |
|  |                                                            |                                                            |                                                            |                                                            |                                                            |   |                       |                                                       |                                                       |                                                       |                                                       |                                                       |       |  |                                                        |                                                        |                                                        |                                                        |                                                        |   |  |                                                    |                                                    |                                                    |                                                    |                                                    |  |  |                                         |                                         |                                         |  |
|  |                                                            |                                                            |                                                            |                                                            |                                                            |   |                       |                                                       |                                                       |                                                       |                                                       |                                                       |       |  |                                                        | Roma                                                   | Roma                                                   | 0                                                      | 2                                                      | 2 |  |                                                    |                                                    |                                                    |                                                    |                                                    |  |  |                                         |                                         |                                         |  |
|  |                                                            |                                                            |                                                            |                                                            |                                                            |   |                       |                                                       |                                                       |                                                       |                                                       |                                                       |       |  |                                                        |                                                        |                                                        |                                                        |                                                        | 2 |  |                                                    |                                                    |                                                    |                                                    |                                                    |  |  |                                         |                                         |                                         |  |
|  |                                                            |                                                            | Bayer Leverkusen                                           | Bayer Leverkusen                                           | 2                                                          | 2 | 4                     |                                                       |                                                       |                                                       |                                                       |                                                       |       |  |                                                        |                                                        |                                                        |                                                        |                                                        |   |  |                                                    |                                                    |                                                    |                                                    |                                                    |  |  |                                         |                                         |                                         |  |
|  | Sporting Braga                                             | Sporting Braga                                             | Bayer Leverkusen                                           | Bayer Leverkusen                                           | 2                                                          | 2 | 4                     | 2                                                     | 3                                                     | 5                                                     |                                                       |                                                       |       |  |                                                        |                                                        |                                                        |                                                        |                                                        |   |  |                                                    |                                                    |                                                    |                                                    |                                                    |  |  |                                         |                                         |                                         |  |
|  | Sporting Braga                                             | Sporting Braga                                             |                                                            |                                                            |                                                            |   |                       |                                                       |                                                       | 5                                                     |                                                       |                                                       |       |  |                                                        |                                                        |                                                        |                                                        |                                                        |   |  |                                                    |                                                    |                                                    |                                                    |                                                    |  |  |                                         |                                         |                                         |  |
|  | Qarabağ (t. s.)                                            | Qarabağ (t. s.)                                            | 4                                                          | 2                                                          | 6                                                          |   |                       |                                                       |                                                       |                                                       |                                                       |                                                       |       |  |                                                        |                                                        |                                                        |                                                        |                                                        |   |  |                                                    |                                                    |                                                    |                                                    |                                                    |  |  |                                         |                                         |                                         |  |
|  | Qarabağ (t. s.)                                            | Qarabağ (t. s.)                                            | 4                                                          | 2                                                          | 6                                                          |   | Qarabağ               | Qarabağ                                               | 2                                                     | 2                                                     | 4                                                     |                                                       |       |  |                                                        |                                                        |                                                        |                                                        |                                                        |   |  |                                                    |                                                    |                                                    |                                                    |                                                    |  |  |                                         |                                         |                                         |  |
|  |                                                            |                                                            |                                                            |                                                            |                                                            |   | Qarabağ               | Qarabağ                                               | 2                                                     | 2                                                     | 4                                                     |                                                       |       |  |                                                        |                                                        |                                                        |                                                        |                                                        |   |  |                                                    |                                                    |                                                    |                                                    |                                                    |  |  |                                         |                                         |                                         |  |
|  |                                                            |                                                            | Bayer Leverkusen                                           | Bayer Leverkusen                                           | 2                                                          | 3 | 5                     |                                                       |                                                       |                                                       |                                                       |                                                       |       |  |                                                        |                                                        |                                                        |                                                        |                                                        |   |  |                                                    |                                                    |                                                    |                                                    |                                                    |  |  |                                         |                                         |                                         |  |
|  |                                                            |                                                            | Bayer Leverkusen                                           | Bayer Leverkusen                                           | 2                                                          | 3 | 5                     |                                                       |                                                       |                                                       |                                                       |                                                       |       |  |                                                        |                                                        |                                                        |                                                        |                                                        |   |  |                                                    |                                                    |                                                    |                                                    |                                                    |  |  |                                         |                                         |                                         |  |
|  |                                                            |                                                            |                                                            |                                                            |                                                            |   |                       |                                                       |                                                       |                                                       |                                                       |                                                       |       |  |                                                        |                                                        |                                                        |                                                        |                                                        |   |  |                                                    |                                                    |                                                    |                                                    |                                                    |  |  |                                         |                                         |                                         |  |
|  |                                                            |                                                            |                                                            |                                                            |                                                            |   |                       |                                                       |                                                       |                                                       |                                                       |                                                       |       |  |                                                        |                                                        |                                                        |                                                        |                                                        |   |  |                                                    |                                                    |                                                    |                                                    |                                                    |  |  |                                         |                                         |                                         |  |
|  |                                                            |                                                            |                                                            |                                                            |                                                            |   |                       |                                                       | Bayer Leverkusen                                      | Bayer Leverkusen                                      | 2                                                     | 1                                                     | 3     |  |                                                        |                                                        |                                                        |                                                        |                                                        |   |  |                                                    |                                                    |                                                    |                                                    |                                                    |  |  |                                         |                                         |                                         |  |
|  |                                                            |                                                            |                                                            |                                                            |                                                            |   |                       |                                                       |                                                       |                                                       |                                                       |                                                       | 3     |  |                                                        |                                                        |                                                        |                                                        |                                                        |   |  |                                                    |                                                    |                                                    |                                                    |                                                    |  |  |                                         |                                         |                                         |  |
|  |                                                            |                                                            | West Ham United                                            | West Ham United                                            | 0                                                          | 1 | 1                     |                                                       |                                                       |                                                       |                                                       |                                                       |       |  |                                                        |                                                        |                                                        |                                                        |                                                        |   |  |                                                    |                                                    |                                                    |                                                    |                                                    |  |  |                                         |                                         |                                         |  |
|  | Lens                                                       | Lens                                                       | West Ham United                                            | West Ham United                                            | 0                                                          | 1 | 1                     | 0                                                     | 2                                                     | 2                                                     |                                                       |                                                       |       |  |                                                        |                                                        |                                                        |                                                        |                                                        |   |  |                                                    |                                                    |                                                    |                                                    |                                                    |  |  |                                         |                                         |                                         |  |
|  | Lens                                                       | Lens                                                       |                                                            |                                                            |                                                            |   |                       |                                                       |                                                       | 2                                                     |                                                       |                                                       |       |  |                                                        |                                                        |                                                        |                                                        |                                                        |   |  |                                                    |                                                    |                                                    |                                                    |                                                    |  |  |                                         |                                         |                                         |  |
|  | Friburgo (t. s.)                                           | Friburgo (t. s.)                                           | 0                                                          | 3                                                          | 3                                                          |   |                       |                                                       |                                                       |                                                       |                                                       |                                                       |       |  |                                                        |                                                        |                                                        |                                                        |                                                        |   |  |                                                    |                                                    |                                                    |                                                    |                                                    |  |  |                                         |                                         |                                         |  |
|  | Friburgo (t. s.)                                           | Friburgo (t. s.)                                           | 0                                                          | 3                                                          | 3                                                          |   | Friburgo              | Friburgo                                              | 1                                                     | 0                                                     | 1                                                     |                                                       |       |  |                                                        |                                                        |                                                        |                                                        |                                                        |   |  |                                                    |                                                    |                                                    |                                                    |                                                    |  |  |                                         |                                         |                                         |  |
|  |                                                            |                                                            |                                                            |                                                            |                                                            |   | Friburgo              | Friburgo                                              | 1                                                     | 0                                                     | 1                                                     |                                                       |       |  |                                                        |                                                        |                                                        |                                                        |                                                        |   |  |                                                    |                                                    |                                                    |                                                    |                                                    |  |  |                                         |                                         |                                         |  |
|  |                                                            |                                                            | West Ham United                                            | West Ham United                                            | 0                                                          | 5 | 5                     |                                                       |                                                       |                                                       |                                                       |                                                       |       |  |                                                        |                                                        |                                                        |                                                        |                                                        |   |  |                                                    |                                                    |                                                    |                                                    |                                                    |  |  |                                         |                                         |                                         |  |
|  |                                                            |                                                            | West Ham United                                            | West Ham United                                            | 0                                                          | 5 | 5                     |                                                       |                                                       |                                                       |                                                       |                                                       |       |  |                                                        |                                                        |                                                        |                                                        |                                                        |   |  |                                                    |                                                    |                                                    |                                                    |                                                    |  |  |                                         |                                         |                                         |  |
|  |                                                            |                                                            |                                                            |                                                            |                                                            |   |                       |                                                       |                                                       |                                                       |                                                       |                                                       |       |  |                                                        |                                                        |                                                        |                                                        |                                                        |   |  |                                                    |                                                    |                                                    |                                                    |                                                    |  |  |                                         |                                         |                                         |  |
|  |                                                            |                                                            |                                                            |                                                            |                                                            |   |                       |                                                       |                                                       |                                                       |                                                       |                                                       |       |  |                                                        |                                                        |                                                        |                                                        |                                                        |   |  |                                                    |                                                    |                                                    |                                                    |                                                    |  |  |                                         |                                         |                                         |  |
|  |                                                            |                                                            |                                                            |                                                            |                                                            |   |                       |                                                       |                                                       |                                                       |                                                       |                                                       |       |  |                                                        |                                                        |                                                        |                                                        |                                                        |   |  |                                                    |                                                    |                                                    |                                                    |                                                    |  |  |                                         |                                         |                                         |  |
|  |                                                            |                                                            |                                                            |                                                            |                                                            |   |                       |                                                       |                                                       |                                                       |                                                       |                                                       |       |  |                                                        |                                                        |                                                        |                                                        |                                                        |   |  |                                                    |                                                    |                                                    |                                                    |                                                    |  |  |                                         |                                         |                                         |  |

### Ronda Preliminar de la Fase Eliminatoria
| Equipo 1         | Agr.         | Equipo 2           | Ida | Vuelta |
| ---------------- | ------------ | ------------------ | --- | ------ |
| Feyenoord        | 2–2 (2–4 p.) | Roma               | 1–1 | 1–1    |
| Milan            | 5–3          | Rennes             | 3–0 | 2–3    |
| Lens             | 2–3 (t. s.)  | Friburgo           | 0–0 | 2–3    |
| Young Boys       | 2–4          | Sporting de Lisboa | 1–3 | 1–1    |
| Benfica          | 2–1          | Toulouse           | 2–1 | 0–0    |
| Sporting Braga   | 5–6 (t. s.)  | Qarabağ            | 2–4 | 3–2    |
| Galatasaray      | 4–6          | Sparta Praga       | 3–2 | 1–4    |
| Shakhtar Donetsk | 3–5          | Olympique Marsella | 2–2 | 1–3    |

### Octavos de final
| Equipo 1           | Agr. | Equipo 2               | Ida | Vuelta |
| ------------------ | ---- | ---------------------- | --- | ------ |
| Sparta Praga       | 2–11 | Liverpool              | 1–5 | 1–6    |
| Olympique Marsella | 5–3  | Villarreal             | 4–0 | 1–3    |
| Roma               | 4–1  | Brighton & Hove Albion | 4–0 | 0–1    |
| Benfica            | 3–2  | Rangers                | 2–2 | 1–0    |
| Friburgo           | 1–5  | West Ham United        | 1–0 | 0–5    |
| Sporting de Lisboa | 2–3  | Atalanta               | 1–1 | 1–2    |
| Milan              | 7–3  | Slavia Praga           | 4–2 | 3–1    |
| Qarabağ            | 4–5  | Bayer Leverkusen       | 2–2 | 2–3    |

### Cuartos de final
| Equipo 1         | Agr.         | Equipo 2           | Ida | Vuelta |
| ---------------- | ------------ | ------------------ | --- | ------ |
| Milan            | 1–3          | Roma               | 0–1 | 1–2    |
| Liverpool        | 1–3          | Atalanta           | 0–3 | 1–0    |
| Bayer Leverkusen | 3–1          | West Ham United    | 2–0 | 1–1    |
| Benfica          | 2–2 (2:4 p.) | Olympique Marsella | 2–1 | 0–1    |

### Semifinales
| Equipo 1           | Agr. | Equipo 2         | Ida | Vuelta |
| ------------------ | ---- | ---------------- | --- | ------ |
| Olympique Marsella | 1–4  | Atalanta         | 1–1 | 0–3    |
| Roma               | 2–4  | Bayer Leverkusen | 0–2 | 2–2    |

### Final
| 1     | POR   | Juan Musso           |       |
| 19    | DEF   | Berat Djimsiti       |       |
| 4     | DEF   | Isak Hien            |       |
| 23    | DEF   | Sead Kolašinac       | 46'   |
| 77    | MED   | Davide Zappacosta    | 84'   |
| 13    | MED   | Éderson              |       |
| 7     | MED   | Teun Koopmeiners     |       |
| 22    | MED   | Matteo Ruggeri       | 90+1' |
| 17    | DEL   | Charles De Ketelaere | 57'   |
| 90    | DEL   | Gianluca Scamacca    |       |
| 11    | DEL   | Ademola Lookman      | 84'   |
| D. T. | D. T. | Gian Piero Gasperini |       |

| 17    | POR   | Matěj Kovář        |     |
| 12    | DEF   | Edmond Tapsoba     |     |
| 4     | DEF   | Jonathan Tah       |     |
| 3     | DEF   | Piero Hincapié     |     |
| 2     | MED   | Josip Stanišić     | 46' |
| 25    | MED   | Exequiel Palacios  | 68' |
| 34    | MED   | Granit Xhaka       |     |
| 20    | MED   | Alejandro Grimaldo | 69' |
| 30    | DEL   | Jeremie Frimpong   | 81' |
| 21    | DEL   | Amine Adli         |     |
| 10    | DEL   | Florian Wirtz      | 81' |
| D. T. | D. T. | Xabi Alonso        |     |

| 42 | DEF | Giorgio Scalvini | 46'   |
| 8  | MED | Mario Pašalić    | 57'   |
| 33 | DEF | Hans Hateboer    | 84'   |
| 10 | DEL | El Bilal Touré   | 84'   |
| 2  | DEF | Rafael Tolói     | 90+1' |

| 22 | DEL | Victor Boniface | 46' |
| 8  | MED | Robert Andrich  | 68' |
| 23 | DEL | Adam Hložek     | 69' |
| 19 | MED | Nathan Tella    | 81' |
| 14 | DEL | Patrik Schick   | 81' |

| 12' · 26' · 75' | Ademola Lookman | 1:0 2:0 3:0 |

| 22' · 35' · 60' · 70' | Berat Djimsiti Gianluca Scamacca Davide Zappacosta Teun Koopmeiners |

| 35' · 67' · 73' | Florian Wirtz Edmond Tapsoba Robert Andrich |

| Principal  | István Kovács    |
| Asistentes | Vasile Marinescu |
|            | Mihai Artene     |
| Cuarto     | Ivan Kružliak    |

| VAR            | Pol van Boekel |
| Asistentes VAR | Catalin Papa   |
|                | Rob Dieperink  |

|                    |     |     |
| Tiros              | 10  | 10  |
| Tiros a puerta     | 7   | 3   |
| Faltas             | 21  | 12  |
| Saques de esquina  | 2   | 5   |
| Fueras de juego    | 1   | 0   |
| Posesión del balón | 42% | 58% |

| Alineación inicial |

| 1     | POR   | Juan Musso           |       |
| 19    | DEF   | Berat Djimsiti       |       |
| 4     | DEF   | Isak Hien            |       |
| 23    | DEF   | Sead Kolašinac       | 46'   |
| 77    | MED   | Davide Zappacosta    | 84'   |
| 13    | MED   | Éderson              |       |
| 7     | MED   | Teun Koopmeiners     |       |
| 22    | MED   | Matteo Ruggeri       | 90+1' |
| 17    | DEL   | Charles De Ketelaere | 57'   |
| 90    | DEL   | Gianluca Scamacca    |       |
| 11    | DEL   | Ademola Lookman      | 84'   |
| D. T. | D. T. | Gian Piero Gasperini |       |

| 17    | POR   | Matěj Kovář        |     |
| 12    | DEF   | Edmond Tapsoba     |     |
| 4     | DEF   | Jonathan Tah       |     |
| 3     | DEF   | Piero Hincapié     |     |
| 2     | MED   | Josip Stanišić     | 46' |
| 25    | MED   | Exequiel Palacios  | 68' |
| 34    | MED   | Granit Xhaka       |     |
| 20    | MED   | Alejandro Grimaldo | 69' |
| 30    | DEL   | Jeremie Frimpong   | 81' |
| 21    | DEL   | Amine Adli         |     |
| 10    | DEL   | Florian Wirtz      | 81' |
| D. T. | D. T. | Xabi Alonso        |     |

| 42 | DEF | Giorgio Scalvini | 46'   |
| 8  | MED | Mario Pašalić    | 57'   |
| 33 | DEF | Hans Hateboer    | 84'   |
| 10 | DEL | El Bilal Touré   | 84'   |
| 2  | DEF | Rafael Tolói     | 90+1' |

| 22 | DEL | Victor Boniface | 46' |
| 8  | MED | Robert Andrich  | 68' |
| 23 | DEL | Adam Hložek     | 69' |
| 19 | MED | Nathan Tella    | 81' |
| 14 | DEL | Patrik Schick   | 81' |

| 12' · 26' · 75' | Ademola Lookman | 1:0 2:0 3:0 |

| 22' · 35' · 60' · 70' | Berat Djimsiti Gianluca Scamacca Davide Zappacosta Teun Koopmeiners |

| 35' · 67' · 73' | Florian Wirtz Edmond Tapsoba Robert Andrich |

| Principal  | István Kovács    |
| Asistentes | Vasile Marinescu |
|            | Mihai Artene     |
| Cuarto     | Ivan Kružliak    |

| VAR            | Pol van Boekel |
| Asistentes VAR | Catalin Papa   |
|                | Rob Dieperink  |

|                    |     |     |
| Tiros              | 10  | 10  |
| Tiros a puerta     | 7   | 3   |
| Faltas             | 21  | 12  |
| Saques de esquina  | 2   | 5   |
| Fueras de juego    | 1   | 0   |
| Posesión del balón | 42% | 58% |

| Alineación inicial |

| 1     | POR   | Juan Musso           |       |
| 19    | DEF   | Berat Djimsiti       |       |
| 4     | DEF   | Isak Hien            |       |
| 23    | DEF   | Sead Kolašinac       | 46'   |
| 77    | MED   | Davide Zappacosta    | 84'   |
| 13    | MED   | Éderson              |       |
| 7     | MED   | Teun Koopmeiners     |       |
| 22    | MED   | Matteo Ruggeri       | 90+1' |
| 17    | DEL   | Charles De Ketelaere | 57'   |
| 90    | DEL   | Gianluca Scamacca    |       |
| 11    | DEL   | Ademola Lookman      | 84'   |
| D. T. | D. T. | Gian Piero Gasperini |       |

| 17    | POR   | Matěj Kovář        |     |
| 12    | DEF   | Edmond Tapsoba     |     |
| 4     | DEF   | Jonathan Tah       |     |
| 3     | DEF   | Piero Hincapié     |     |
| 2     | MED   | Josip Stanišić     | 46' |
| 25    | MED   | Exequiel Palacios  | 68' |
| 34    | MED   | Granit Xhaka       |     |
| 20    | MED   | Alejandro Grimaldo | 69' |
| 30    | DEL   | Jeremie Frimpong   | 81' |
| 21    | DEL   | Amine Adli         |     |
| 10    | DEL   | Florian Wirtz      | 81' |
| D. T. | D. T. | Xabi Alonso        |     |

| 42 | DEF | Giorgio Scalvini | 46'   |
| 8  | MED | Mario Pašalić    | 57'   |
| 33 | DEF | Hans Hateboer    | 84'   |
| 10 | DEL | El Bilal Touré   | 84'   |
| 2  | DEF | Rafael Tolói     | 90+1' |

| 22 | DEL | Victor Boniface | 46' |
| 8  | MED | Robert Andrich  | 68' |
| 23 | DEL | Adam Hložek     | 69' |
| 19 | MED | Nathan Tella    | 81' |
| 14 | DEL | Patrik Schick   | 81' |

| 12' · 26' · 75' | Ademola Lookman | 1:0 2:0 3:0 |

| 22' · 35' · 60' · 70' | Berat Djimsiti Gianluca Scamacca Davide Zappacosta Teun Koopmeiners |

| 35' · 67' · 73' | Florian Wirtz Edmond Tapsoba Robert Andrich |

| Principal  | István Kovács    |
| Asistentes | Vasile Marinescu |
|            | Mihai Artene     |
| Cuarto     | Ivan Kružliak    |

| VAR            | Pol van Boekel |
| Asistentes VAR | Catalin Papa   |
|                | Rob Dieperink  |

|                    |     |     |
| Tiros              | 10  | 10  |
| Tiros a puerta     | 7   | 3   |
| Faltas             | 21  | 12  |
| Saques de esquina  | 2   | 5   |
| Fueras de juego    | 1   | 0   |
| Posesión del balón | 42% | 58% |

| Alineación inicial |

| 1     | POR   | Juan Musso           |       |
| 19    | DEF   | Berat Djimsiti       |       |
| 4     | DEF   | Isak Hien            |       |
| 23    | DEF   | Sead Kolašinac       | 46'   |
| 77    | MED   | Davide Zappacosta    | 84'   |
| 13    | MED   | Éderson              |       |
| 7     | MED   | Teun Koopmeiners     |       |
| 22    | MED   | Matteo Ruggeri       | 90+1' |
| 17    | DEL   | Charles De Ketelaere | 57'   |
| 90    | DEL   | Gianluca Scamacca    |       |
| 11    | DEL   | Ademola Lookman      | 84'   |
| D. T. | D. T. | Gian Piero Gasperini |       |

| 17    | POR   | Matěj Kovář        |     |
| 12    | DEF   | Edmond Tapsoba     |     |
| 4     | DEF   | Jonathan Tah       |     |
| 3     | DEF   | Piero Hincapié     |     |
| 2     | MED   | Josip Stanišić     | 46' |
| 25    | MED   | Exequiel Palacios  | 68' |
| 34    | MED   | Granit Xhaka       |     |
| 20    | MED   | Alejandro Grimaldo | 69' |
| 30    | DEL   | Jeremie Frimpong   | 81' |
| 21    | DEL   | Amine Adli         |     |
| 10    | DEL   | Florian Wirtz      | 81' |
| D. T. | D. T. | Xabi Alonso        |     |

| 42 | DEF | Giorgio Scalvini | 46'   |
| 8  | MED | Mario Pašalić    | 57'   |
| 33 | DEF | Hans Hateboer    | 84'   |
| 10 | DEL | El Bilal Touré   | 84'   |
| 2  | DEF | Rafael Tolói     | 90+1' |

| 22 | DEL | Victor Boniface | 46' |
| 8  | MED | Robert Andrich  | 68' |
| 23 | DEL | Adam Hložek     | 69' |
| 19 | MED | Nathan Tella    | 81' |
| 14 | DEL | Patrik Schick   | 81' |

| 12' · 26' · 75' | Ademola Lookman | 1:0 2:0 3:0 |

| 22' · 35' · 60' · 70' | Berat Djimsiti Gianluca Scamacca Davide Zappacosta Teun Koopmeiners |

| 35' · 67' · 73' | Florian Wirtz Edmond Tapsoba Robert Andrich |

| Principal  | István Kovács    |
| Asistentes | Vasile Marinescu |
|            | Mihai Artene     |
| Cuarto     | Ivan Kružliak    |

| VAR            | Pol van Boekel |
| Asistentes VAR | Catalin Papa   |
|                | Rob Dieperink  |

|                    |     |     |
| Tiros              | 10  | 10  |
| Tiros a puerta     | 7   | 3   |
| Faltas             | 21  | 12  |
| Saques de esquina  | 2   | 5   |
| Fueras de juego    | 1   | 0   |
| Posesión del balón | 42% | 58% |

| Alineación inicial |

|                              |
| Bandera de Italia            |
| Campeón Atalanta 1.er título |

## Estadísticas

### Máximos anotadores
Nota: No contabilizados los partidos y goles en rondas previas.
| \| Pos. \| Jugador \| Goles \| Part. (Min.) \| Prom. \| Club \| \| ---- \| ------------------------- \| ----- \| ------------ \| ----- \| ---------------------------- \| \| 1 \| Pierre-Emerick Aubameyang \| 10 \| 13 (1030') \| 0.77 \| Olympique de Marsella \| \| 2 \| Romelu Lukaku \| 7 \| 13 (1082') \| 0.54 \| A. S. Roma \| \| 3 \| João Pedro \| 6 \| 6 (436') \| 1 \| Brighton & Hove Albion F. C. \| \| 4 \| Gianluca Scamacca \| 6 \| 11 (697') \| 0.55 \| Atalanta B. C. \| Actualizado al último partido disputado el 22 de mayo de 2024 (de acuerdo a la página oficial de la competición). |                           |       |              |       |                              |
| Pos. | Jugador                   | Goles | Part. (Min.) | Prom. | Club                         |
| 1 | Pierre-Emerick Aubameyang | 10    | 13 (1030')   | 0.77  | Olympique de Marsella        |
| 2 | Romelu Lukaku             | 7     | 13 (1082')   | 0.54  | A. S. Roma                   |
| 3 | João Pedro                | 6     | 6 (436')     | 1     | Brighton & Hove Albion F. C. |
| 4 | Gianluca Scamacca         | 6     | 11 (697')    | 0.55  | Atalanta B. C.               |

### Tabla de asistencias
Nota: No contabilizados los partidos y goles en rondas previas.
| \| Pos. \| Jugador \| Asistencias \| Part. (Min.) \| Prom. \| Club \| \| ---- \| ------------------- \| ----------- \| ------------ \| ----- \| --------------------- \| \| 1 \| Jonathan Clauss \| 6 \| 12 (1004') \| 0.5 \| Olympique de Marsella \| \| 2 \| Amine Harit \| 6 \| 14 (1167') \| 0.43 \| Olympique de Marsella \| \| 3 \| Kostas Fortounis \| 5 \| 6 (493') \| 0.83 \| Olympiakos \| \| 4 \| Alejandro Grimaldo \| 5 \| 12 (836') \| 0.42 \| Bayer Leverkusen \| \| 5 \| Stephan El Shaarawy \| 5 \| 13 (950') \| 0.38 \| A. S. Roma \| Actualizado al último partido disputado el 22 de mayo de 2024 (de acuerdo a la página oficial de la competición). |                     |             |              |       |                       |
| Pos. | Jugador             | Asistencias | Part. (Min.) | Prom. | Club                  |
| 1 | Jonathan Clauss     | 6           | 12 (1004')   | 0.5   | Olympique de Marsella |
| 2 | Amine Harit         | 6           | 14 (1167')   | 0.43  | Olympique de Marsella |
| 3 | Kostas Fortounis    | 5           | 6 (493')     | 0.83  | Olympiakos            |
| 4 | Alejandro Grimaldo  | 5           | 12 (836')    | 0.42  | Bayer Leverkusen      |
| 5 | Stephan El Shaarawy | 5           | 13 (950')    | 0.38  | A. S. Roma            |

### Tripletes o más
A continuación se detallan los tripletes conseguidos a lo largo de la temporada.
Nota: No contabilizados los partidos y asistencias en rondas previas.
| Fecha      | Jugador                   | Minuto       | Local    |                     | Resultado |                             | Visitante        | Rep.                |
| ---------- | ------------------------- | ------------ | -------- | ------------------- | --------- | --------------------------- | ---------------- | ------------------- |
| 26/10/2023 | Vincenzo Grifo            | 49' 59' 73'  | TSC      | Bandera de Serbia   | 1 – 3     | Bandera de Alemania         | Friburgo         | Jornada 3           |
| 30/11/2023 | Michael Gregoritsch       | 3' 8' 36'    | Friburgo | Bandera de Alemania | 5 – 0     | Bandera de Grecia           | Olympiakos       | Jornada 5           |
| 30/11/2023 | Pierre-Emerick Aubameyang | 9' 47' 90+3' | Marsella | Bandera de Francia  | 4 – 3     | Bandera de los Países Bajos | Ajax             | Jornada 5           |
| 22/02/2024 | Benjamin Bourigeaud       | 11' 54' 68'  | Rennes   | Bandera de Francia  | 3 – 2     | Bandera de Italia           | Milan            | Preliminar (Vuelta) |
| 22/05/2024 | Ademola Lookman           | 12' 26' 75'  | Atalanta | Bandera de Italia   | 3 – 0     | Bandera de Alemania         | Bayer Leverkusen | Final               |

### Autogoles
A continuación se detallan los autogoles marcados a lo largo de la temporada.
Nota: No contabilizados los partidos y asistencias en rondas previas.
| Fecha      | Jugador               | Minuto       | Local              |                            | Resultado |                       | Visitante         | Rep.                 |
| ---------- | --------------------- | ------------ | ------------------ | -------------------------- | --------- | --------------------- | ----------------- | -------------------- |
| 21/9/2023  | Gaby Kiki             | 0 – 1, 45+4' | Sheriff Tiraspol   | Bandera de Moldavia        | 1 – 2     | Bandera de Italia     | Roma              | Jornada 1            |
| 5/10/2023  | Munashe Garananga     | 3 – 0, 39'   | Slavia Praga       | Bandera de República Checa | 6 – 0     | Bandera de Moldavia   | Sheriff Tiraspol  | Jornada 2            |
| 26/10/2023 | Angelo Ogbonna        | 2 – 0, 45+1' | Olympiakos         | Bandera de Grecia          | 2 – 1     | Bandera de Inglaterra | West Ham United   | Jornada 3            |
| 9/11/2023  | Yoan Severin          | 0 – 1, 12'   | Servette           | Bandera de Suiza           | 2 – 1     | Bandera de Moldavia   | Sheriff Tiraspol  | Jornada 4            |
| 9/11/2023  | Cristian Cásseres Jr. | 2 – 1, 74'   | Toulouse           | Bandera de Francia         | 3 – 2     | Bandera de Inglaterra | Liverpool         | Jornada 4            |
| 14/12/2023 | Martin Ellingsen      | 3 – 0, 25'   | Bayer Leverkusen   | Bandera de Alemania        | 5 – 1     | Bandera de Noruega    | Molde             | Jornada 6            |
| 14/12/2023 | Badavi Huseynov       | 2 – 1, 90+4' | Qarabağ            | Bandera de Azerbaiyán      | 2 – 1     | Bandera de Suecia     | Häcken            | Jornada 6            |
| 14/12/2023 | Veljko Ilić           | 4 – 0, 46'   | Olympiakos         | Bandera de Grecia          | 5 – 2     | Bandera de Serbia     | TSC               | Jornada 6            |
| 15/2/2024  | Aurèle Amenda         | 0 – 1, 31'   | Young Boys         | Bandera de Suiza           | 1 – 3     | Bandera de Portugal   | Sporting Portugal | Preliminar (Ida)     |
| 7/3/2024   | Conor Bradley         | 1 – 3, 46'   | Sparta Praga       | Bandera de República Checa | 1 – 5     | Bandera de Inglaterra | Liverpool         | Octavos (Ida)        |
| 7/3/2024   | Connor Goldson        | 2 – 2, 67'   | Benfica            | Bandera de Portugal        | 2 – 2     | Bandera de Escocia    | Rangers           | Octavos (Ida)        |
| 7/3/2024   | Yerson Mosquera       | 2 – 0, 28'   | Olympique Marsella | Bandera de Francia         | 4 – 0     | Bandera de España     | Villarreal        | Octavos (Ida)        |
| 9/5/2024   | Gianluca Mancini      | 1 – 2, 82'   | Bayer Leverkusen   | Bandera de Alemania        | 2 – 2     | Bandera de Italia     | Roma              | Semifinales (Vuelta) |

### Rendimiento general
Nota: No contabilizadas las estadísticas en rondas previas.
| Club | Club                   | Pts. | PJ | PG | PE | PP | GF | GC | Dif. | Rend.  |
| ---- | ---------------------- | ---- | -- | -- | -- | -- | -- | -- | ---- | ------ |
| 1    | Atalanta               | 28   | 13 | 8  | 4  | 1  | 25 | 8  | +17  | 71.79% |
| 2    | Bayer Leverkusen       | 30   | 13 | 9  | 3  | 1  | 31 | 13 | +18  | 76.92% |
| 3    | Roma                   | 25   | 14 | 7  | 4  | 3  | 23 | 12 | +11  | 59.52% |
| 4    | Olympique de Marsella  | 22   | 14 | 6  | 4  | 4  | 27 | 22 | +5   | 52.38% |
| 5    | Liverpool              | 21   | 10 | 7  | 0  | 3  | 29 | 12 | +17  | 70%    |
| 6    | West Ham United        | 19   | 10 | 6  | 1  | 3  | 16 | 8  | +8   | 63.33% |
| 7    | Benfica                | 11   | 6  | 3  | 2  | 1  | 7  | 5  | +2   | 61.11% |
| 8    | Milan                  | 9    | 6  | 3  | 0  | 3  | 13 | 9  | +4   | 50%    |
| 9    | Friburgo               | 17   | 10 | 5  | 2  | 3  | 20 | 14 | +6   | 56.67% |
| 10   | Sporting de Portugal   | 16   | 10 | 4  | 4  | 2  | 16 | 11 | +5   | 53.33% |
| 11   | Brighton & Hove Albion | 16   | 8  | 5  | 1  | 2  | 11 | 9  | +2   | 66.67% |
| 12   | Villarreal             | 16   | 8  | 5  | 1  | 2  | 12 | 12 | 0    | 66.67% |
| 13   | Slavia Praga           | 15   | 8  | 5  | 0  | 3  | 20 | 11 | +9   | 62.5%  |
| 14   | Qarabağ                | 14   | 10 | 4  | 2  | 4  | 15 | 18 | –3   | 46.67% |
| 15   | Sparta Praga           | 13   | 10 | 4  | 1  | 5  | 17 | 22 | –5   | 43.33% |
| 16   | Rangers                | 12   | 8  | 3  | 3  | 2  | 10 | 9  | +1   | 50%    |
| 17   | Rennes                 | 15   | 8  | 5  | 0  | 3  | 16 | 11 | +5   | 62.5%  |
| 18   | Toulouse               | 12   | 8  | 3  | 3  | 2  | 9  | 11 | –2   | 50%    |
| 19   | Sporting Braga         | 3    | 2  | 1  | 0  | 1  | 4  | 4  | 0    | 50%    |
| 20   | Galatasaray            | 3    | 2  | 1  | 0  | 1  | 4  | 6  | –2   | 50%    |
| 21   | Feyenoord              | 2    | 2  | 0  | 2  | 0  | 2  | 2  | 0    | 33.33% |
| 22   | Lens                   | 2    | 2  | 0  | 2  | 0  | 2  | 2  | 0    | 33.33% |
| 23   | Shakhtar Donetsk       | 1    | 2  | 0  | 1  | 1  | 3  | 5  | –2   | 16.67% |
| 24   | Young Boys             | 1    | 2  | 0  | 1  | 1  | 2  | 4  | –2   | 16.67% |
| 25   | Real Betis             | 9    | 6  | 3  | 0  | 3  | 9  | 7  | +2   | 50%    |
| 26   | Union Saint-Gilloise   | 8    | 6  | 2  | 2  | 2  | 5  | 8  | –3   | 44.44% |
| 27   | Molde                  | 7    | 6  | 2  | 1  | 3  | 12 | 12 | 0    | 38.89% |
| 28   | Olympiakos             | 7    | 6  | 2  | 1  | 3  | 11 | 14 | –3   | 38.89% |
| 29   | Ajax                   | 5    | 6  | 1  | 2  | 3  | 10 | 13 | –3   | 27.78% |
| 30   | Maccabi Haifa          | 5    | 6  | 1  | 2  | 3  | 3  | 9  | –6   | 27.78% |
| 31   | Servette               | 5    | 6  | 1  | 2  | 3  | 5  | 14 | –9   | 27.78% |
| 32   | Panathinaikos          | 4    | 6  | 1  | 1  | 4  | 7  | 10 | –3   | 22.22% |
| 33   | Sturm Graz             | 4    | 6  | 1  | 1  | 4  | 4  | 9  | –5   | 22.22% |
| 34   | Aris Limassol          | 4    | 6  | 1  | 1  | 4  | 7  | 13 | –6   | 22.22% |
| 35   | AEK Atenas             | 4    | 6  | 1  | 1  | 4  | 6  | 12 | –6   | 22.22% |
| 36   | Raków Częstochowa      | 4    | 6  | 1  | 1  | 4  | 3  | 10 | –7   | 22.22% |
| 37   | LASK                   | 3    | 6  | 1  | 0  | 5  | 6  | 12 | –6   | 16.67% |
| 38   | Sheriff Tiraspol       | 1    | 6  | 0  | 1  | 5  | 6  | 18 | –12  | 5.56%  |
| 39   | TSC Bačka Topola       | 1    | 6  | 0  | 1  | 5  | 6  | 19 | –13  | 5.56%  |
| 40   | Häcken                 | 0    | 6  | 0  | 0  | 6  | 3  | 17 | –14  | 0%     |

### Equipo ideal
El grupo de observadores técnicos de UEFA, seleccionó los siguientes 11 futbolistas como «Equipo de la Temporada» de la competición:
| \| N.º \| Pos. \| Nac. \| Jugador \| Equipo \| \| ------------------------------------------------------ \| ---- \| ---- \| ------------------------- \| ---------------------- \| \| 99 \| POR \| \| Mile Svilar \| A. S. Roma \| \| 23 \| DEF \| \| Gianluca Mancini \| A. S. Roma \| \| 4 \| DEF \| \| Jonathan Tah \| Bayer Leverkusen \| \| 19 \| DEF \| \| Berat Djimsiti \| Atalanta B. C. \| \| 30 \| DEF \| \| Jeremie Frimpong \| Bayer Leverkusen \| \| 7 \| MED \| \| Teun Koopmeiners \| Atalanta B. C. \| \| 34 \| MED \| \| Granit Xhaka \| Bayer Leverkusen \| \| 22 \| MED \| \| Matteo Ruggeri \| Atalanta B. C. \| \| 10 \| DEL \| \| Florian Wirtz \| Bayer Leverkusen \| \| 10 \| DEL \| \| Pierre-Emerick Aubameyang \| Olympique de Marseille \| \| 11 \| DEL \| \| Ademola Lookman \| Atalanta B. C. \| \| Fuente: Unión Europea de Asociaciones de Fútbol (UEFA) \| \| \| \| \| |      |                             |                           |                        |
| N.º | Pos. | Nac.                        | Jugador                   | Equipo                 |
| 99 | POR  | Bandera de Serbia           | Mile Svilar               | A. S. Roma             |
| 23 | DEF  | Bandera de Italia           | Gianluca Mancini          | A. S. Roma             |
| 4 | DEF  | Bandera de Alemania         | Jonathan Tah              | Bayer Leverkusen       |
| 19 | DEF  | Bandera de Albania          | Berat Djimsiti            | Atalanta B. C.         |
| 30 | DEF  | Bandera de los Países Bajos | Jeremie Frimpong          | Bayer Leverkusen       |
| 7 | MED  | Bandera de los Países Bajos | Teun Koopmeiners          | Atalanta B. C.         |
| 34 | MED  | Bandera de Suiza            | Granit Xhaka              | Bayer Leverkusen       |
| 22 | MED  | Bandera de Italia           | Matteo Ruggeri            | Atalanta B. C.         |
| 10 | DEL  | Bandera de Alemania         | Florian Wirtz             | Bayer Leverkusen       |
| 10 | DEL  | Bandera de Gabón            | Pierre-Emerick Aubameyang | Olympique de Marseille |
| 11 | DEL  | Bandera de Nigeria          | Ademola Lookman           | Atalanta B. C.         |
| Fuente: Unión Europea de Asociaciones de Fútbol (UEFA) |      |                             |                           |                        |

## Premios

### Jugador de la semana
| Fase                | Primero                   | Primero            | Segundo                   | Segundo            | Tercero            | Tercero         | Cuarto              | Cuarto               |
| Fase                | Jugador                   | Equipo             | Jugador                   | Equipo             | Jugador            | Equipo          | Jugador             | Equipo               |
| ------------------- | ------------------------- | ------------------ | ------------------------- | ------------------ | ------------------ | --------------- | ------------------- | -------------------- |
| Jornada 1           | Ladislav Krejčí           | Sparta Praga       | Amine Adli                | Bayer Leverkusen   | Adrien Truffert    | Rennes          | Carlos Borges       | Ajax                 |
| Jornada 2           | Mojmír Chytil             | Slavia Praga       | Andrea Belotti            | Roma               | Lucas Paquetá      | West Ham United | Matteo Ruggeri      | Atalanta             |
| Jornada 3           | Vincenzo Grifo            | Friburgo           | Florian Wirtz             | Bayer Leverkusen   | Ryan Gravenberch   | Liverpool       | Magnus Eikrem       | Molde                |
| Jornada 4           | Sascha Horvath            | LASK               | Maximilian Eggestein      | Friburgo           | Kristian Eriksen   | Molde           | Pedro Gonçalves     | Sporting de Portugal |
| Jornada 5           | Michael Gregoritsch       | Friburgo           | Pierre-Emerick Aubameyang | Olympique Marsella | Cody Gakpo         | Liverpool       | Kristian Eriksen    | Molde                |
| Jornada 6           | Veljko Birmančević        | Sparta Praga       | Mojmír Chytil             | Slavia Praga       | Kostas Fortounis   | Olympiakos      | Gonçalo Inácio      | Sporting de Portugal |
| Preliminar (Ida)    | Abdellah Zoubir           | Qarabağ            | Mauro Icardi              | Galatasaray        | Ruben Loftus-Cheek | Milan           | Ángel Di María      | Benfica              |
| Preliminar (Vuelta) | Benjamin Bourigeaud       | Stade Rennes       | Roland Sallai             | Friburgo           | Indrit Tuci        | Sparta Praga    | Mile Svilar         | Roma                 |
| Octavos (Ida)       | Pierre-Emerick Aubameyang | Olympique Marsella | Darwin Núñez              | Liverpool          | Juninho            | Qarabağ         | Stephan El Shaarawy | Roma                 |
| Octavos (Vuelta)    | Patrik Schick             | Bayer Leverkusen   | Mohamed Salah             | Liverpool          | Rafael Leão        | Milan           | Mohammed Kudus      | West Ham United      |
| Cuartos (Ida)       | Gianluca Scamacca         | Atalanta           | Jonas Hofmann             | Bayer Leverkusen   | Rafa Silva         | Benfica         | Paulo Dybala        | Roma                 |
| Cuartos (Vuelta)    | Berat Djimsiti            | Atalanta           | Jordan Veretout           | Olympique Marsella | Gianluca Mancini   | Roma            | Matěj Kovář         | Bayer Leverkusen     |
| Semifinales (Ida)   | Robert Andrich            | Bayer Leverkusen   | Teun Koopmeiners          | Atalanta           |                    |                 |                     |                      |

### Gol de la semana
| Fase                | Primero                   | Primero            | Segundo                   | Segundo            | Tercero             | Tercero                | Cuarto            | Cuarto                 |
| Fase                | Jugador                   | Equipo             | Jugador                   | Equipo             | Jugador             | Equipo                 | Jugador           | Equipo                 |
| ------------------- | ------------------------- | ------------------ | ------------------------- | ------------------ | ------------------- | ---------------------- | ----------------- | ---------------------- |
| Jornada 1           | Djibril Sidibé            | AEK Atenas         | Ludovic Blas              | Rennes             | Florian Flecker     | LASK                   | Amine Adli        | Bayer Leverkusen       |
| Jornada 2           | Lucas Paquetá             | West Ham United    | Alexander Sørloth         | Villarreal         | Miloš Pantović      | TSC                    | Emil Breivik      | Molde                  |
| Jornada 3           | Magnus Eikrem             | Molde              | Lucas Paquetá             | West Ham United    | Edoardo Bove        | Roma                   | Victor Boniface   | Bayer Leverkusen       |
| Jornada 4           | Thijs Dallinga            | Toulouse           | Diogo Jota                | Liverpool          | Lukáš Haraslín      | Sparta Praga           | Kristian Eriksen  | Molde                  |
| Jornada 5           | Santiago Comesaña Veiga   | Villarreal         | Pierre-Emerick Aubameyang | Olympique Marsella | Fabian Rieder       | Rennes                 | Václav Jurečka    | Slavia Praga           |
| Jornada 6           | Lorenz Assignon           | Rennes             | Daniel Podence            | Olympiakos         | Yassine Benzia      | Qarabağ                | João Pedro        | Brighton & Hove Albion |
| Preliminar (Ida)    | Rafael Leão               | Milan              | Mauro Icardi              | Galatasaray        | Angelo Preciado     | Sparta Praga           | Eguinaldo         | Shakhtar Donetsk       |
| Preliminar (Vuelta) | Lorenzo Pellegrini        | Roma               | Álvaro Djaló              | Braga              | Benjamin Bourigeaud | Rennes                 | Angelo Preciado   | Sparta Praga           |
| Octavos (Ida)       | Pierre-Emerick Aubameyang | Olympique Marsella | Darwin Núñez              | Liverpool          | David Douděra       | Slavia Praga           | Tijjani Reijnders | Milan                  |
| Octavos (Vuelta)    | Mohammed Kudus            | West Ham United    | Rafael Leão               | Milan              | Danny Welbeck       | Brighton & Hove Albion | Matěj Jurásek     | Slavia Praga           |
| Cuartos (Ida)       | Ángel Di María            | Benfica            | Pierre-Emerick Aubameyang | Olympique Marsella | Gianluca Scamacca   | Atalanta               | Jonas Hofmann     | Bayer Leverkusen       |
| Cuartos (Vuelta)    | Michail Antonio           | West Ham United    | Paulo Dybala              | Roma               | Faris Moumbagna     | Olympique Marsella     | Matteo Gabbia     | Milan                  |
| Semifinales (Ida)   | Robert Andrich            | Bayer Leverkusen   | Chancel Mbemba            | Olympique Marsella | Gianluca Scamacca   | Atalanta               | Florian Wirtz     | Bayer Leverkusen       |